# Bismarckdenkmal
Bismarckdenkmäler (manchmal auch Bismarcksäulen, Bismarck-Statuen usw. genannt) wurden seit 1868 zu Ehren des langjährigen preußischen Ministerpräsidenten und ersten deutschen Reichskanzlers Otto Fürst von Bismarck an vielen Orten des damaligen Deutschlands (heute teilweise Dänemark, Frankreich, Polen und Russland), in damaligen Kolonien sowie auch auf anderen Kontinenten errichtet.

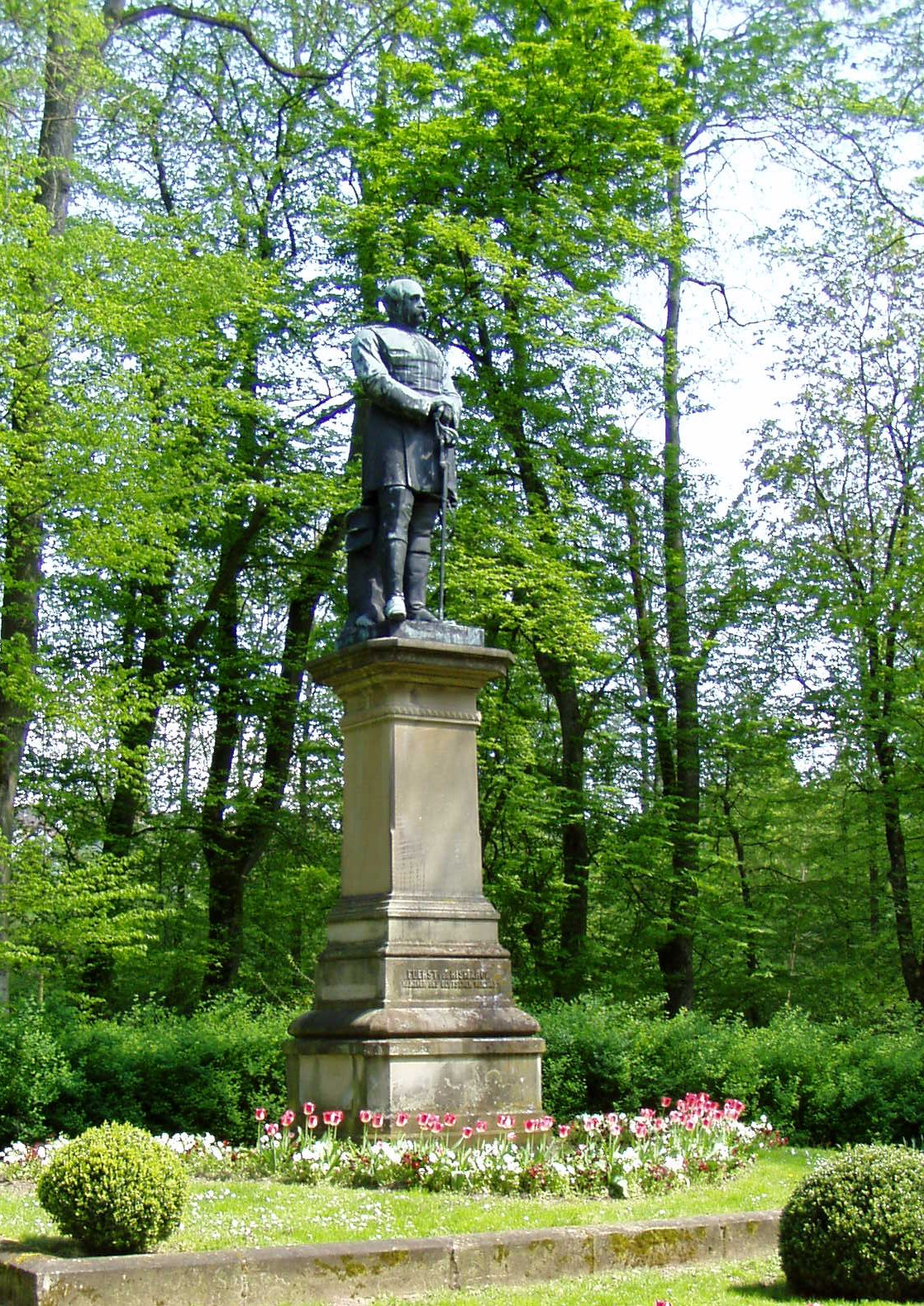
Erste Bismarck-Statue in Deutschland, aufgestellt 1877 in Hausen nahe Kissingen, siehe Bismarck-Denkmal (Bad Kissingen).

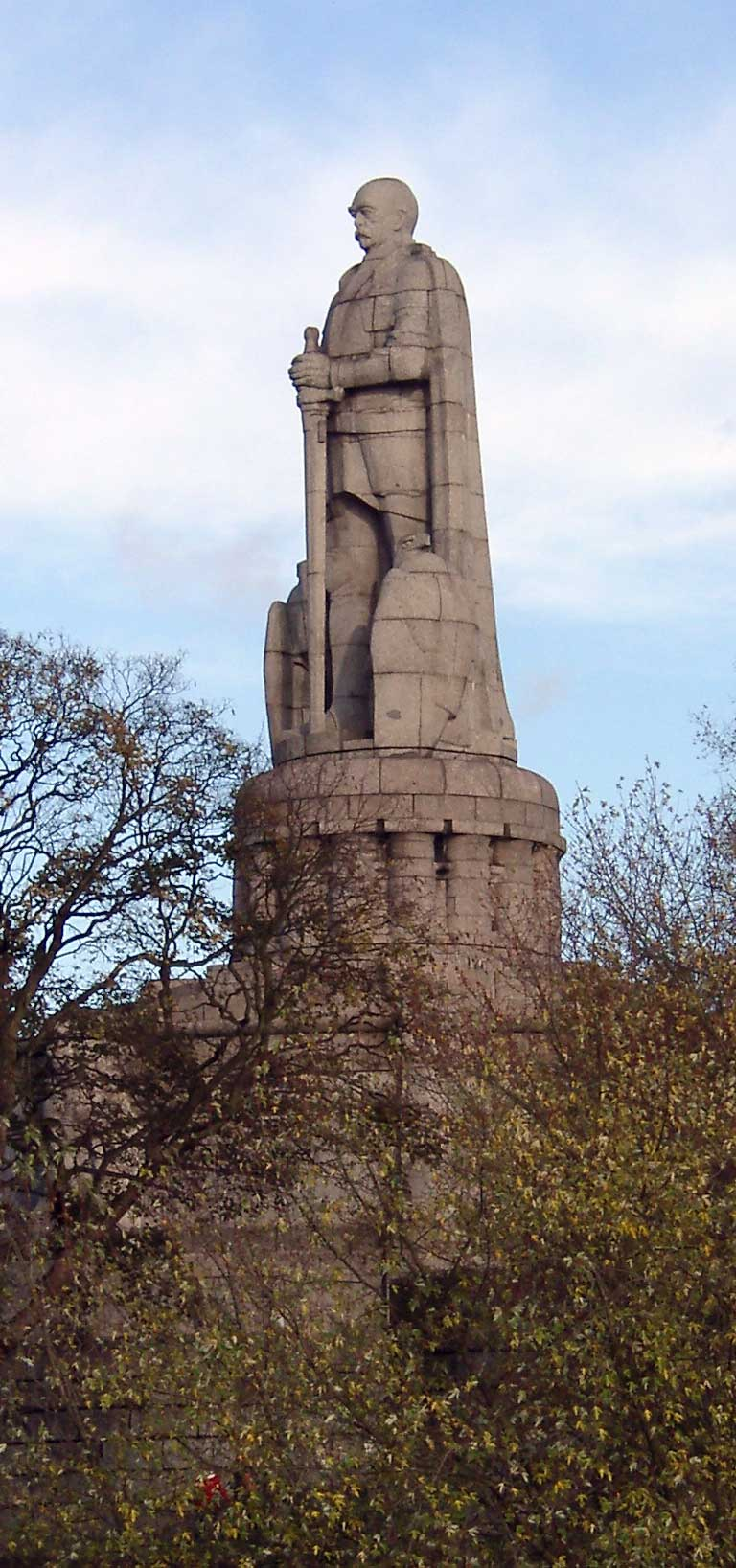
Bismarck-Denkmal Hamburg (1906). Gesamthöhe 34,3 m. Figur 14,8 m.

## Geschichte

### Bedeutung
Die Bismarckdenkmäler waren sichtbarster und dauerhaftester Ausdruck der Bismarckverehrung bzw. des Bismarck-Kults im Kaiserreich. Größe und Aufwand der realisierten Denkmäler reicht von Gedenktafeln bis hin zu ausgedehnten Anlagen mit mehreren Figurengruppen wie dem Bismarck-Nationaldenkmal in Berlin. Die Flut von Bismarck-Monumenten aller Art war die dritte große Denkmälerwelle des deutschen Kaiserreichs nach den Krieger- und Siegesdenkmälern für die sogenannten „Einigungskriege“ von 1864, 1866 und 1870/71 und den Kaiser-Wilhelm-Denkmälern.
Bismarckdenkmäler richteten sich häufig „gegen das theatralische Machtpathos des Wilhelminismus“, so Thomas Nipperdey. Anders als die Kaiser-Wilhelm-Denkmäler wurden sie häufig von einfachen Bürgern initiiert.

### Denkmäler vor 1871

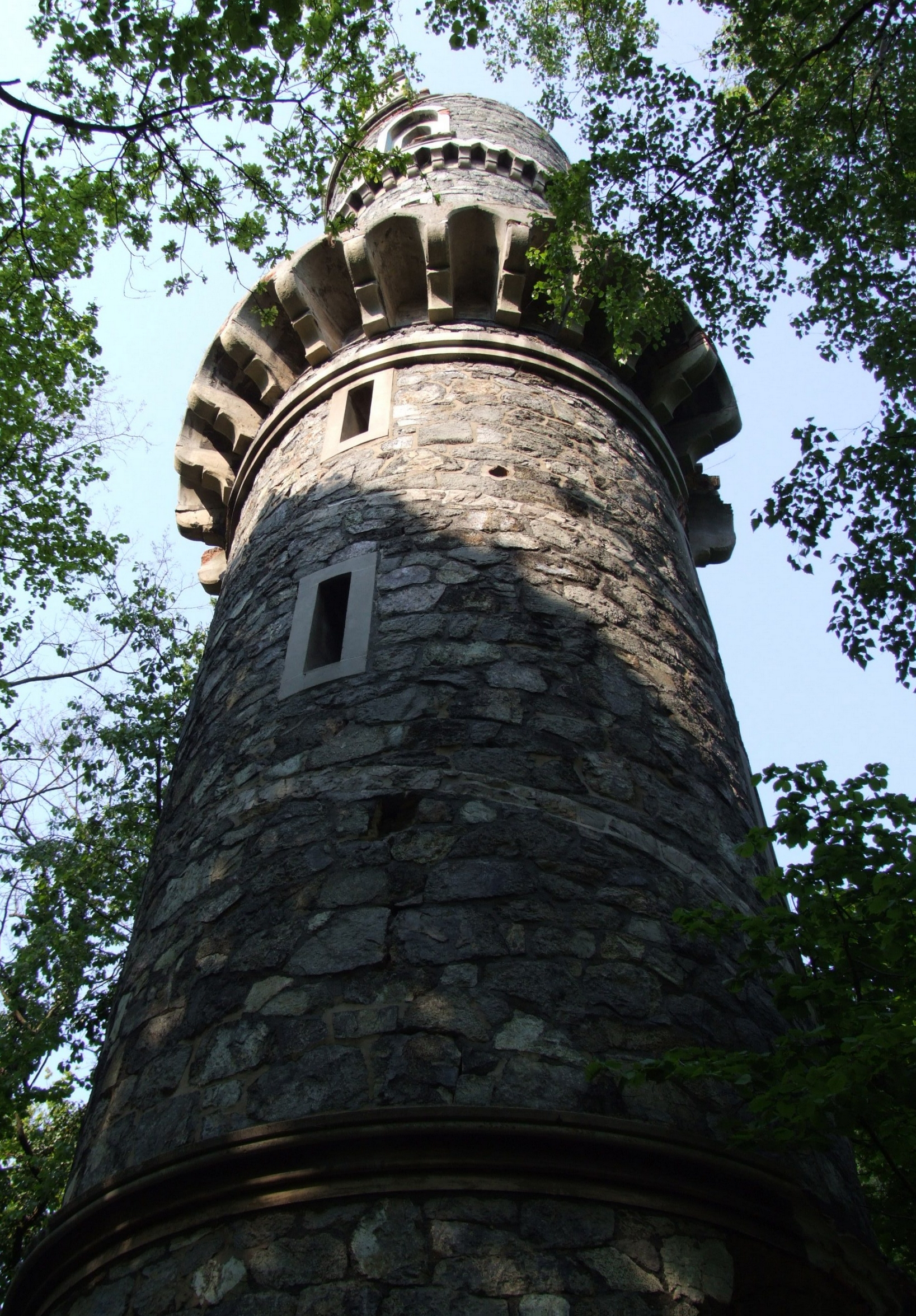
Erster Bismarckturm aus 1869 in Ober Johnsdorf (heute Janówek)

Bereits vor der Reichsgründung, noch zu Zeiten des Norddeutschen Bundes wurden zu Ehren Bismarcks Denkmäler errichtet. Das erste Bismarckdenkmal, ein 12 m hoher Obelisk mit einem marmornen Porträtrelief Bismarcks, stand als private Stiftung des Grafen zu Limburg-Stirum seit der Enthüllung am 5. Juli 1868 auf dessen Gut in Groß Peterwitz in Schlesien. Ein Jahr später wurde in Ober Johnsdorf in Schlesien ein Bismarckturm als Aussichtsturm eingeweiht. Beide Denkmäler entstanden aufgrund privater Initiativen.

### Denkmäler 1871 bis 1890

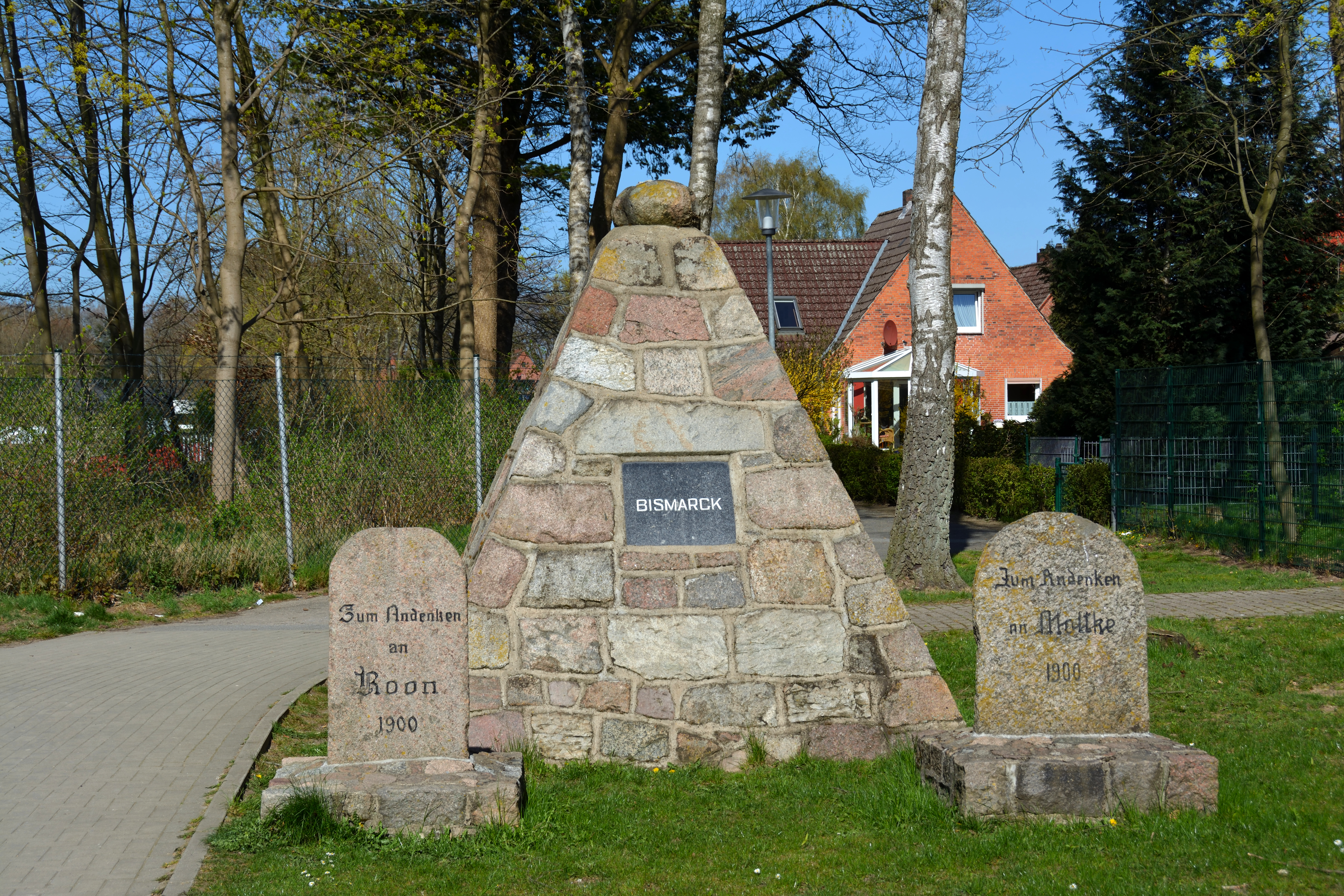
Bismarck, Roon und Moltke in Hohenlockstedt

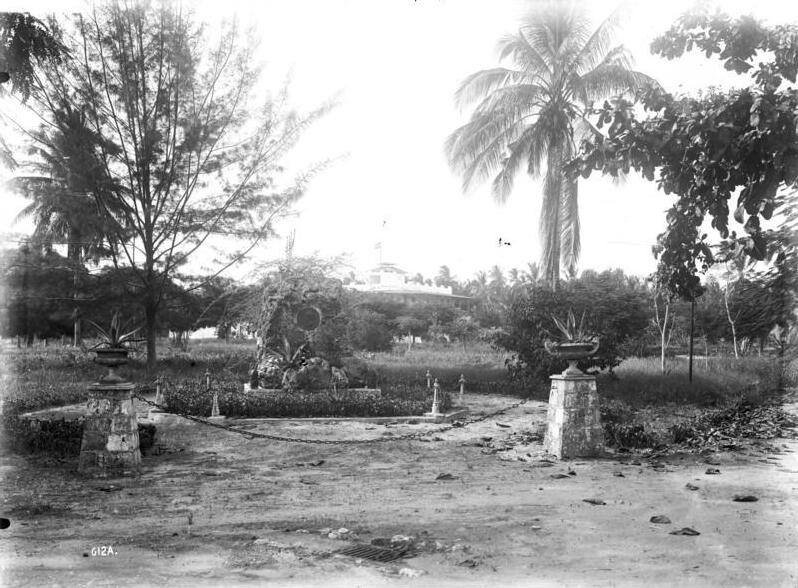
Bismarckdenkmal in Pangani Deutsch-Ostafrika 1906

Schon kurz nach der Reichsgründung 1871 wurde Bismarck denkmalwürdig. Häufig wurde Bismarck nicht allein mit einem Denkmal geehrt, sondern zusammen mit anderen an den Kriegen 1866 und 1870/71 und der Reichsgründung beteiligten Personen wie Wilhelm I., Kronprinz Friedrich, Moltke und Roon in das Bildprogramm der nach 1871 an vielen Orten errichteten Sieges- oder Reichsgründungsdenkmäler einbezogen.
Die ersten öffentlichen Bismarck-Standbilder entstanden ab 1877 (Porträtrelief auf der Canossasäule bei Bad Harzburg). Das erste Denkmal, das Bismarck in ganzer Größe zeigt, war das 1877 aufgestellte Bismarck-Denkmal in Bad Kissingen (Ortsteil Hausen). Am häufigsten anzutreffen waren anfangs bronzene Büsten oder Standbilder. Zumeist zeigten sie auf einem hohen Sockel die überlebensgroße gegossene Gestalt Bismarcks als Militär in Kürassieruniform nach dem Vorbild des zweiten, 1879 enthüllten Bismarck-Standbilds in Köln. Geschmückt wurden mit diesen Denkmälern in der Regel zentrale Plätze von Städten. Zudem wurden über dreißig Bismarck-Brunnen gebaut. Bismarck-Denkmäler wurden auf allen Kontinenten errichtet, meist in den deutschen Kolonien, aber auch in Ländern mit deutschen Auswanderern wie USA und Brasilien.

### Denkmäler 1890 bis 1898
Unmittelbar nach Bismarcks Entlassung 1890 gründeten sich in mehreren Orten Komitees, die die Errichtung repräsentativer Denkmäler planten. Die Zahl der Denkmalsetzungen stieg nun allmählich an. Gleichzeitig wurden auch neue Denkmalformen konzipiert. Das bis dahin größte Standbild war das 1898 enthüllte Bismarckdenkmal Elberfeld. Wenige Denkmäler zeigen Bismarck als private Person wie z. B. das Leipziger Bismarckdenkmal, das ihn als Jäger mit seinem Hund Tyras darstellte.
Mehr und mehr wurden statt der konventionellen Büsten oder Standbilder Bismarcktürme im mittelalterlichen Stil gebaut. Diese wurden im Gegensatz zu den figürlichen Denkmälern außerorts auf erhöhten Punkten errichtet.

### Denkmäler und Bismarck-Türme nach 1898

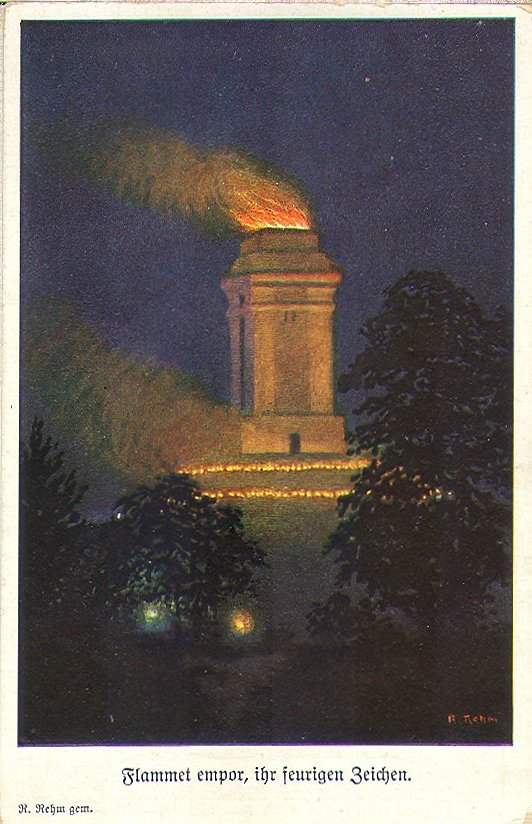
Turmtypus Götterdämmerung

Nach seinem Tod 1898 nahm Bismarcks ohnehin schon enorme Popularität noch einmal zu und damit auch die Zahl der Denkmalprojekte. Auch gestalterisch bedeutete das Jahr 1898 einen Einschnitt. Mehrfach wurde die Figur Bismarcks statt in der bisher üblichen zeitgenössischen Tracht in einer mittelalterlich anmutenden Rüstung dargestellt. Die Formensprache der Denkmäler wurde vielfach archaischer und es wurden wesentlich mehr architektonische Monumente erbaut.

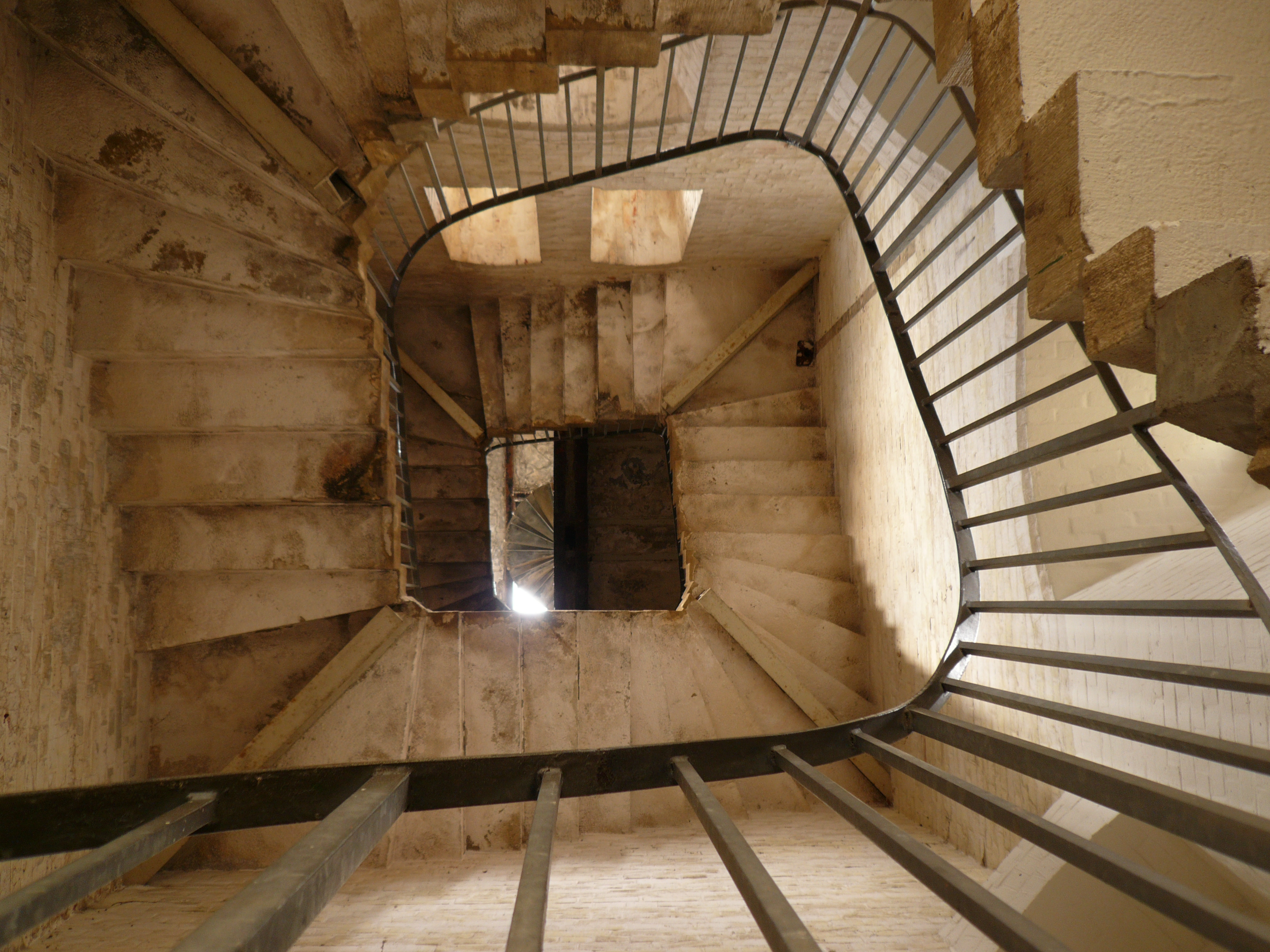
Treppenaufstieg in einem Bismarckturm vom Typus Götterdämmerung (Hildesheim)

Der Architekt Wilhelm Kreis schuf 1899 (also ein Jahr nach Bismarcks Tod) für einen Wettbewerb der Deutschen Studentenschaft einen grundlegenden Musterentwurf Götterdämmerung in Form einer wuchtigen Feuersäule, der von der Jury mit dem 1. Preis prämiert wurde. Dieser Musterentwurf wurde bis 1911 mit individuellen Unterschieden mehr als vierzig mal ausgeführt und kam damit einem Typenbau nahe. In vielen Orten lehnten die Verwaltungen aber einen Bau nach diesem Einheitsentwurf ab. Unabhängig von der architektonischen Gestaltung sollten nach der Idee der Studentenschaft auf allen Bismarcksäulen auf dem Turmkopf Feuerschalen installiert werden, die an bestimmten Tagen zu Ehren des ehemaligen Reichskanzlers – gleich einem Netzwerk in ganz Deutschland – brennen sollten. Auf 167 Bismarcktürmen wurden tatsächlich Befeuerungsvorrichtungen für unterschiedliche Brennstoffe angebracht. Da aber keine Einigung auf einen gemeinsamen Tag der Befeuerung zustande kam (Bismarcks Geburtstag am 1. April lag in den Semesterferien), setzte sich diese Netzwerk-Idee nicht durch. Finanziert wurden die Bismarcksäulen meist durch Spenden (vor allem aus dem Bürgertum). Als Baumaterial sollte jeweils Gestein der näheren Umgebung (zum Beispiel Granit oder Sandstein) verwendet werden. Insgesamt 240 Bismarcktürme wurden als Aussichtstürme bzw. Feuersäulen errichtet.
Als krönender Höhepunkt aller Bismarck-Monumente war das Bismarck-National-Denkmal auf der Elisenhöhe bei Bingerbrück vorgesehen, das anlässlich der Jahrhundertfeier am 1. April 1915 eingeweiht werden sollte. Im Jahr 1907 fanden erste Planungen statt, 1910 gab es einen Bildhauer- und Architektenwettbewerb, bei dem 379 Beiträge eingingen und den das Duo Hermann Hahn und German Bestelmeyer gewann. Das Projekt wurde aber – bedingt durch die ausufernden, stark kontroversen Diskussionen um das Wettbewerbsergebnis und den Ausbruch des Ersten Weltkriegs – nie ausgeführt.
Viele Bismarckdenkmäler haben den Zweiten Weltkrieg und die anschließenden politischen Veränderungen nicht überdauert, sie wurden für die Rüstungsproduktion eingeschmolzen, bei Bombardierungen vernichtet oder nach 1945 entfernt. Im 21. Jahrhundert gibt es vielerorts Vereine, die vorhandene Bismarcktürme und Bismarcksäulen pflegen beziehungsweise Geldmittel für eine Sanierung sammeln. Fast alle erhaltenen Bismarckdenkmäler stehen inzwischen unter Denkmalschutz.

### Beispiele

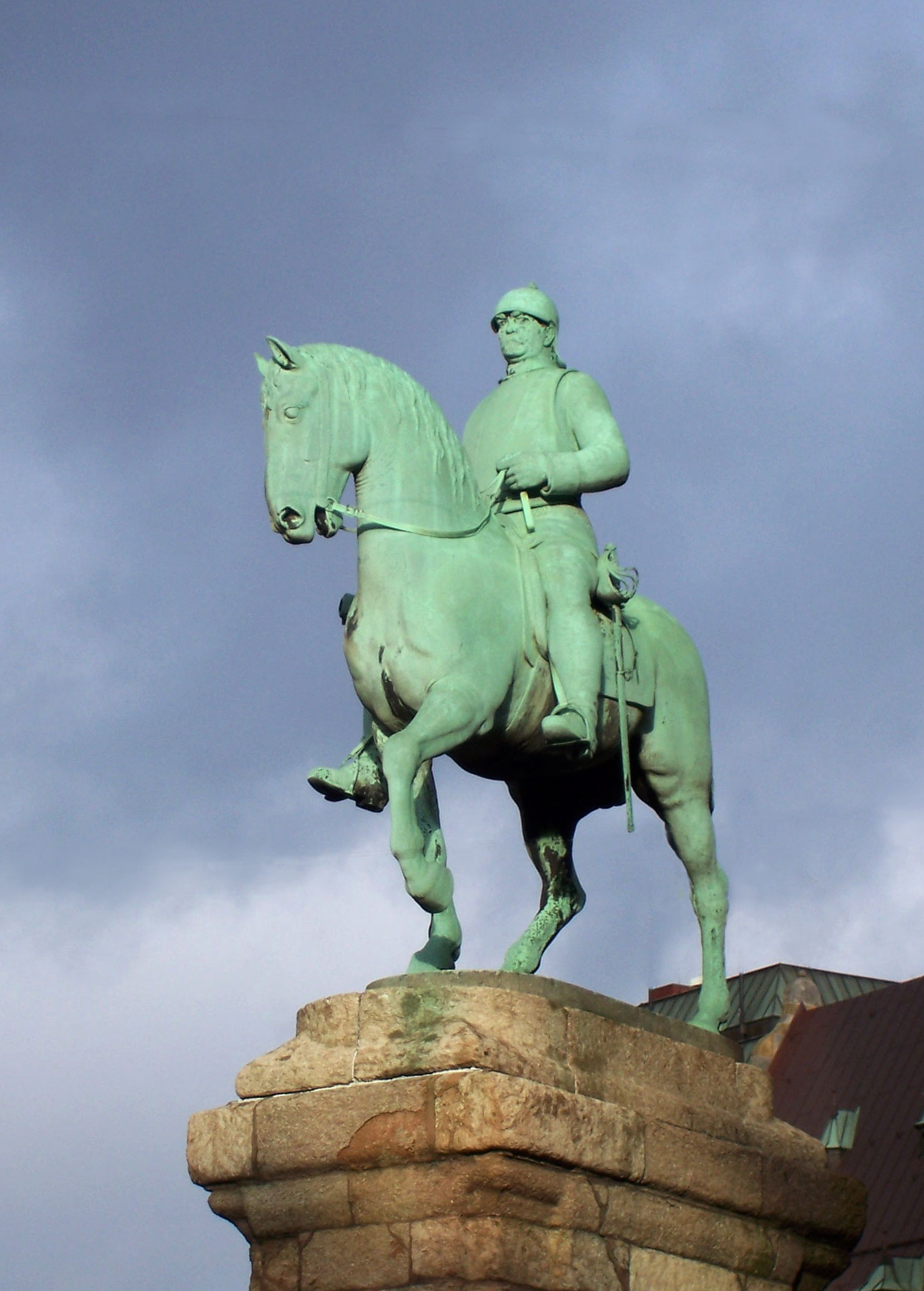
Reiterstandbild Bismarck neben dem Bremer Dom
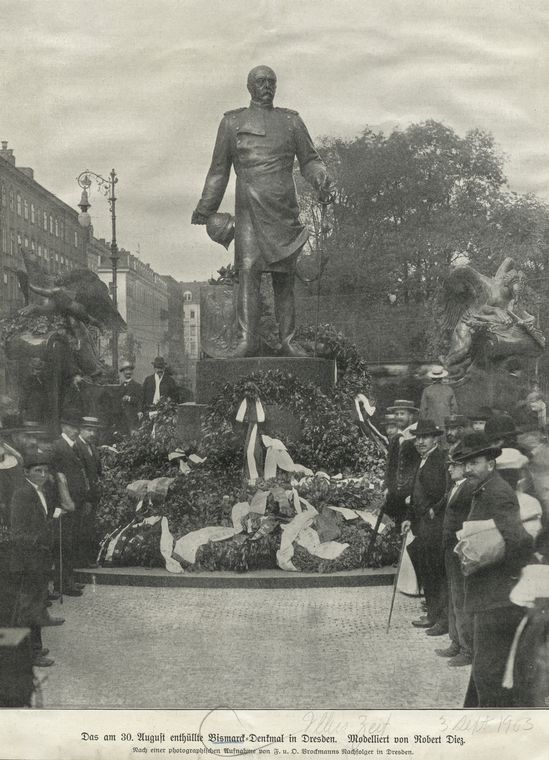
Dresden: Feierliche Enthüllung des Bismarckdenkmals 1903 (1946–1947 zerstört und abgetragen)
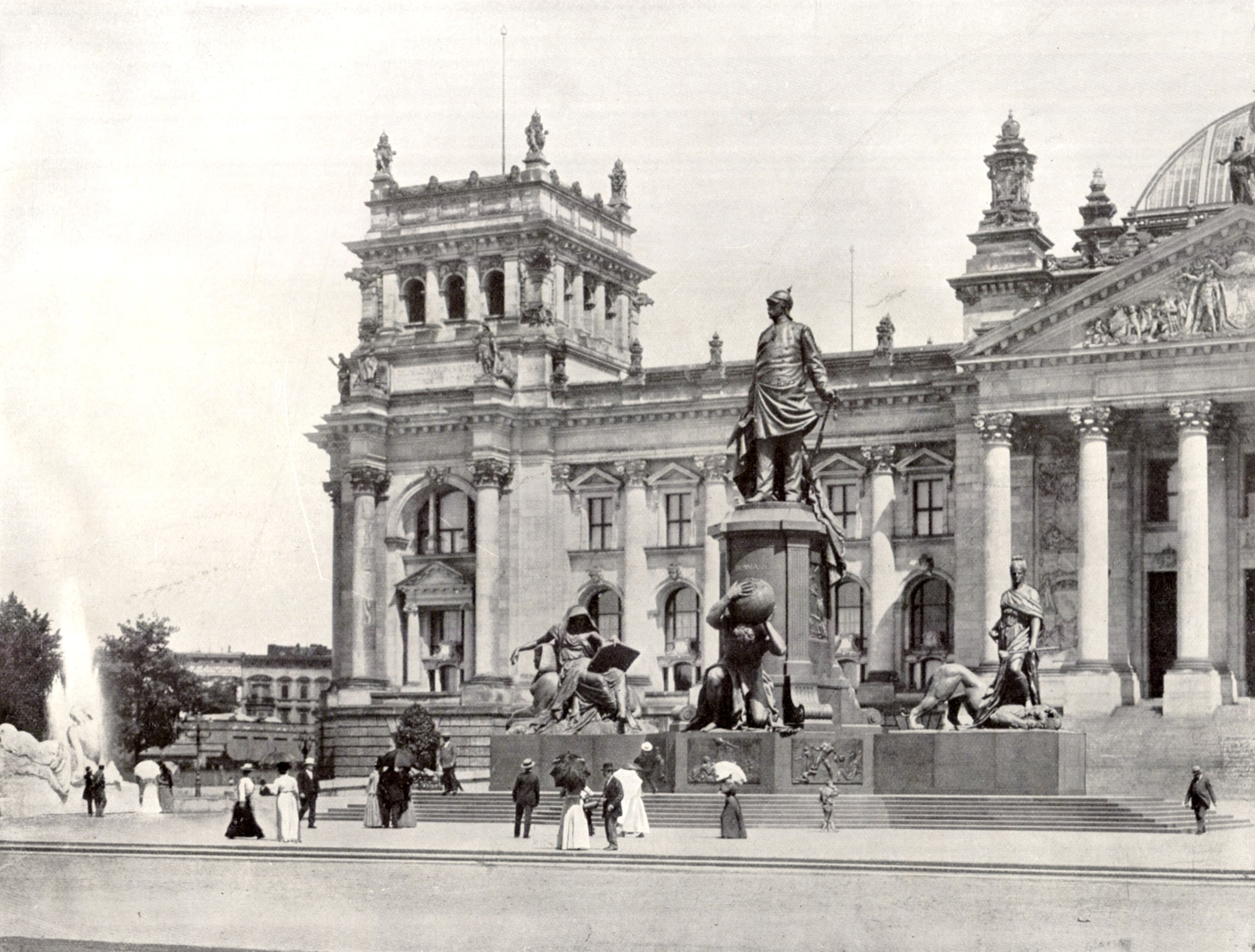
Bismarck-Nationaldenkmal vor dem Reichstagsgebäude in Berlin, ca. 1900 (1938 versetzt)
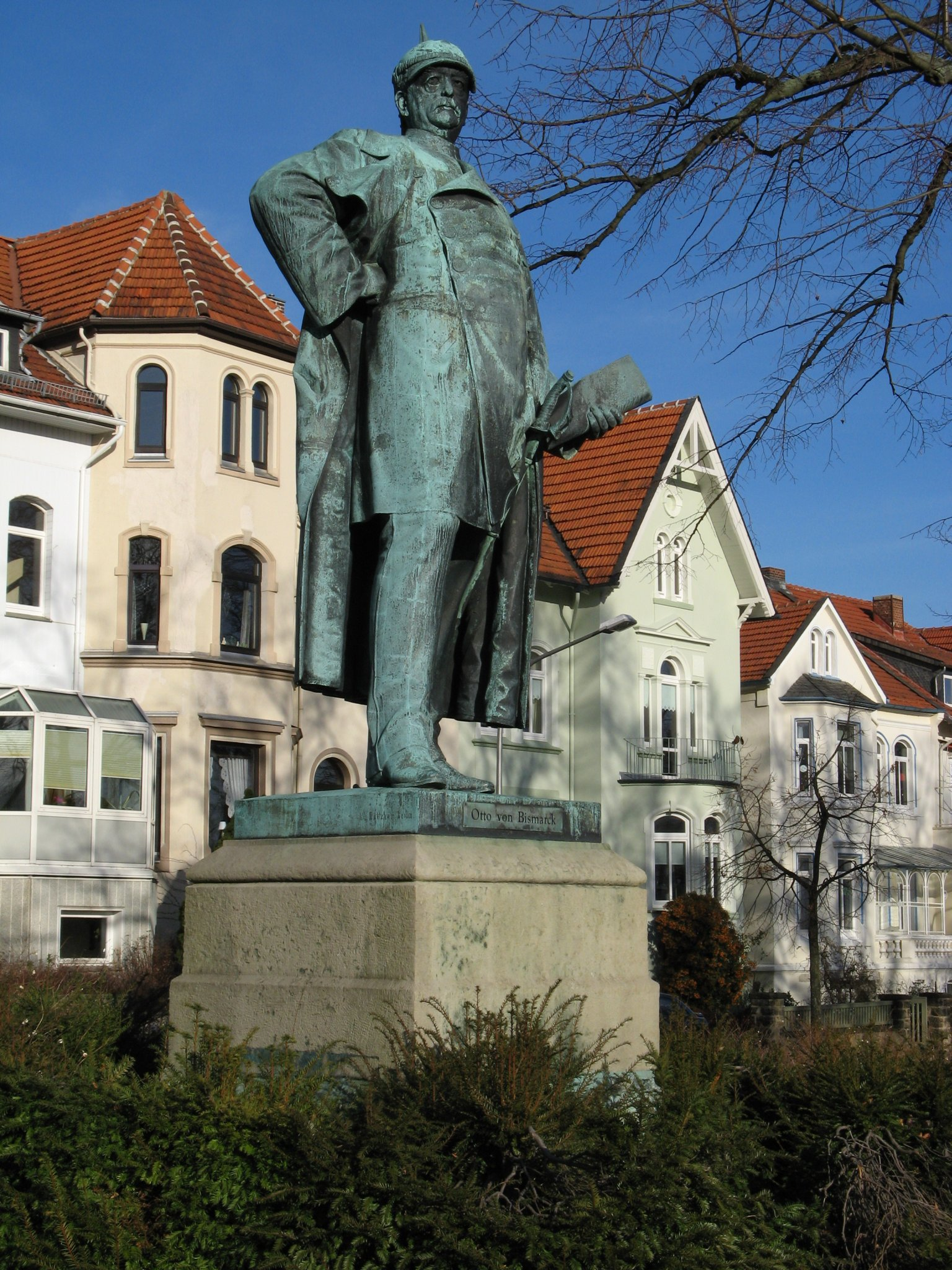
Bismarckdenkmal in Goslar
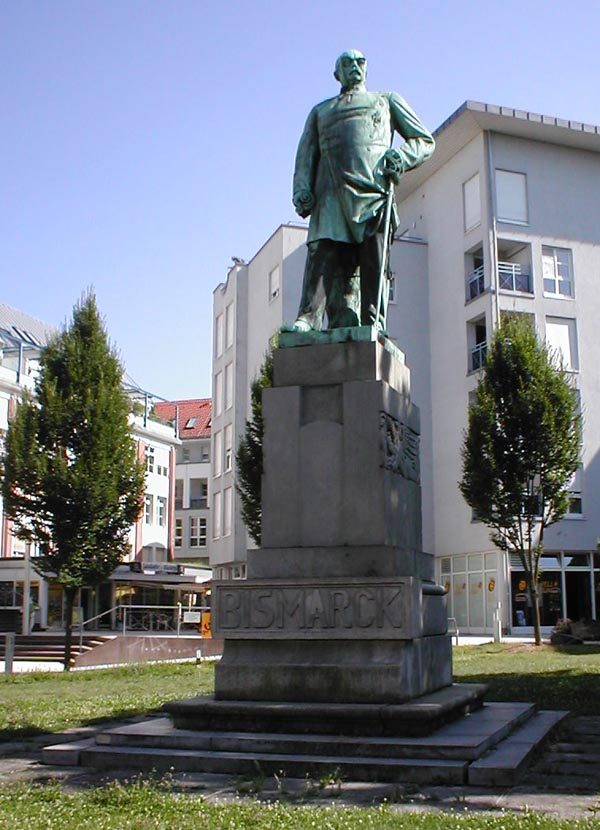
Bismarckdenkmal in Heilbronn
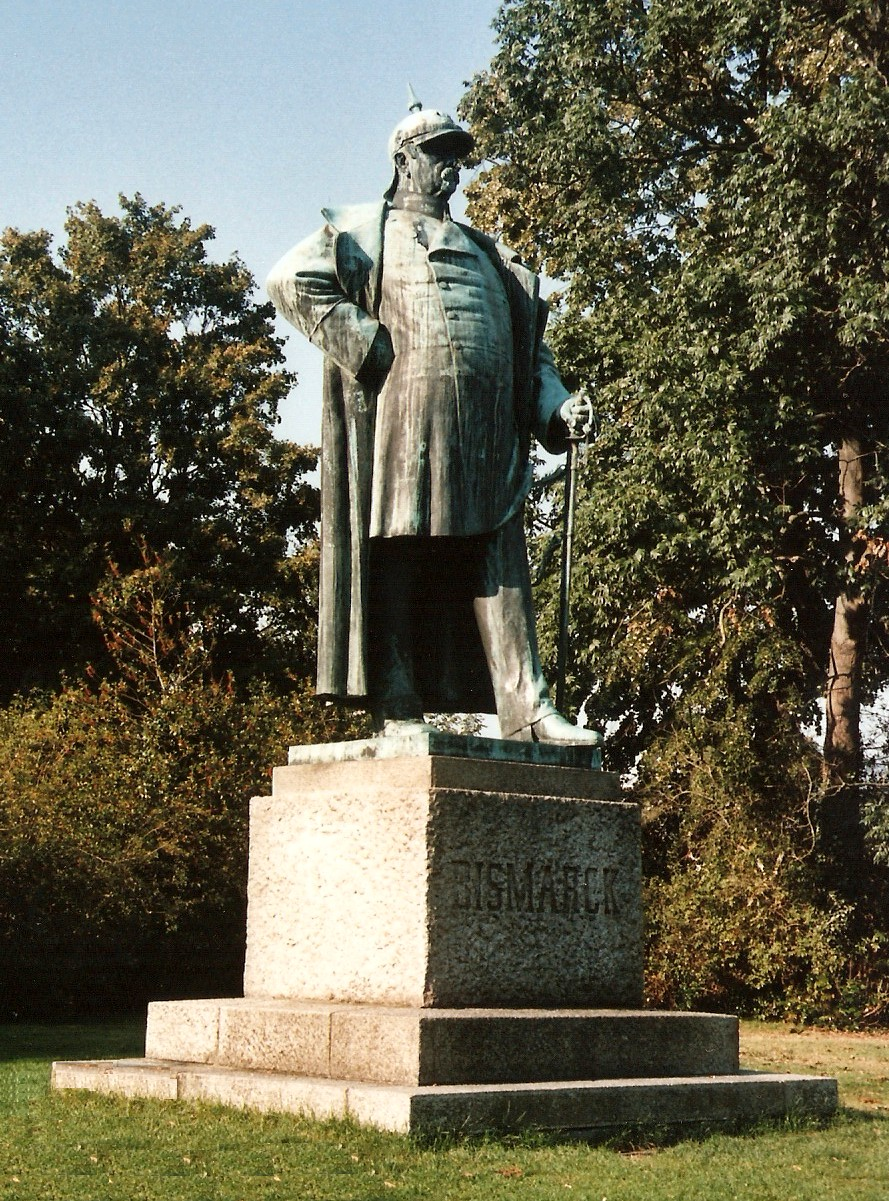
Bismarckdenkmal in Lübeck
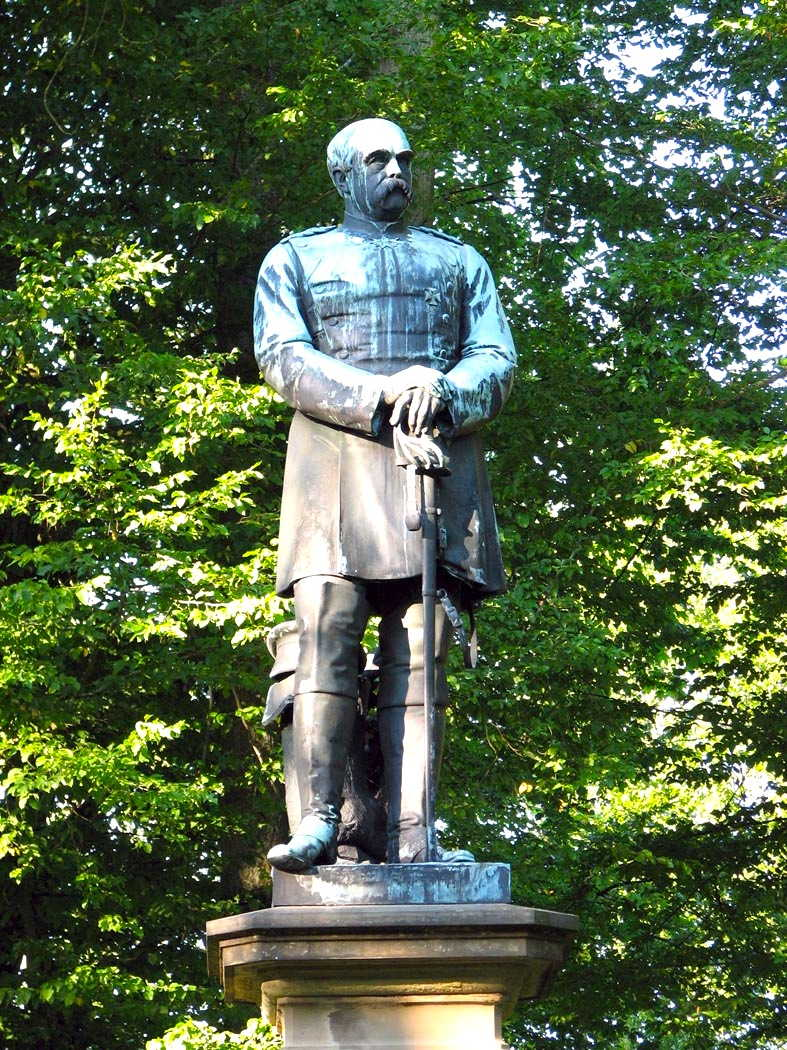
Das Bismarck-Standbild in Bad Kissingen
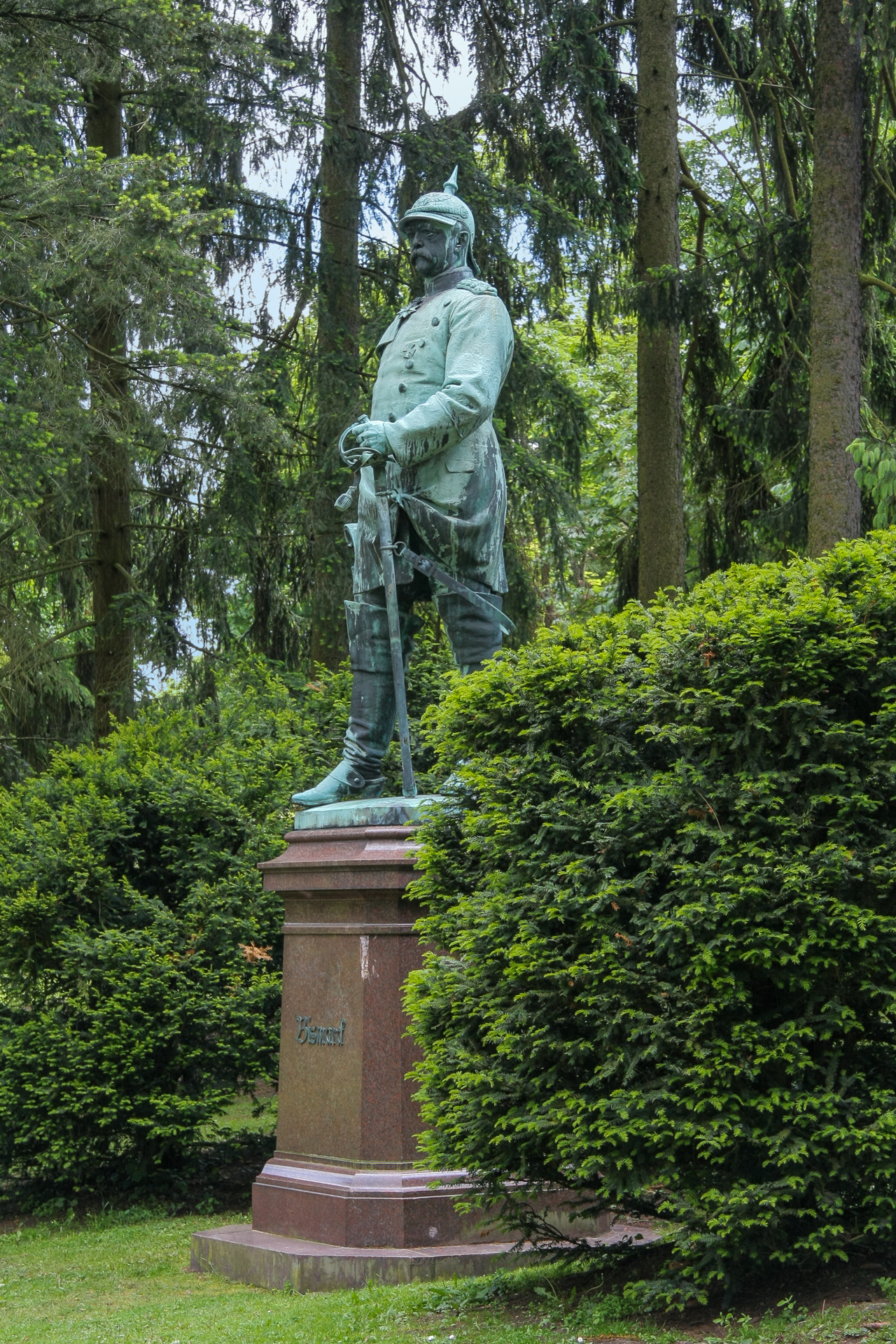
Das Bismarck-Denkmal in den Nerotalanlagen, Wiesbaden
Reiterstandbild von Bismarck an der Wöhrder Wiese in Nürnberg, 1915 enthüllt
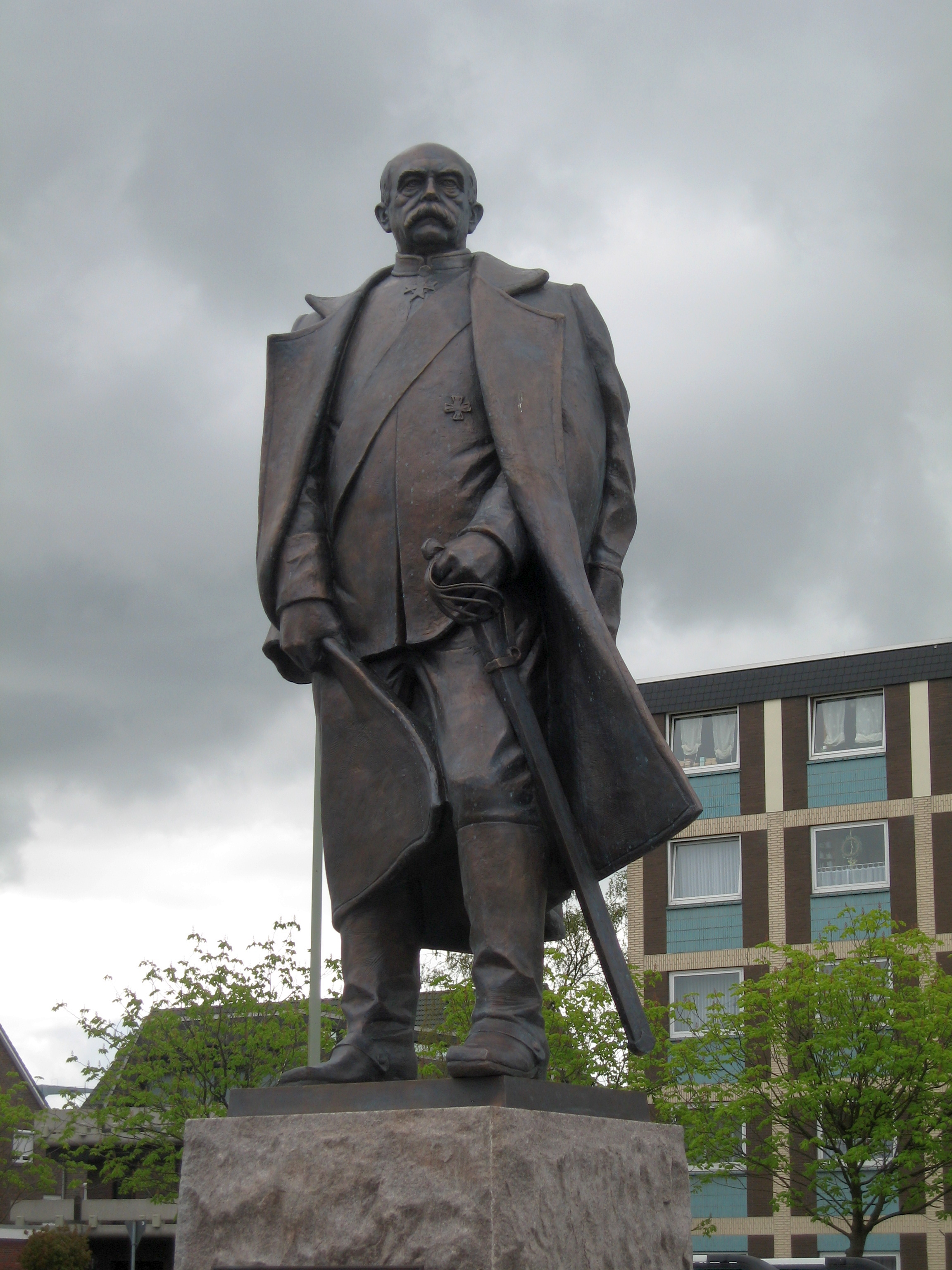
Das 2015 neu errichtete Bismarck-Denkmal (Wilhelmshaven)
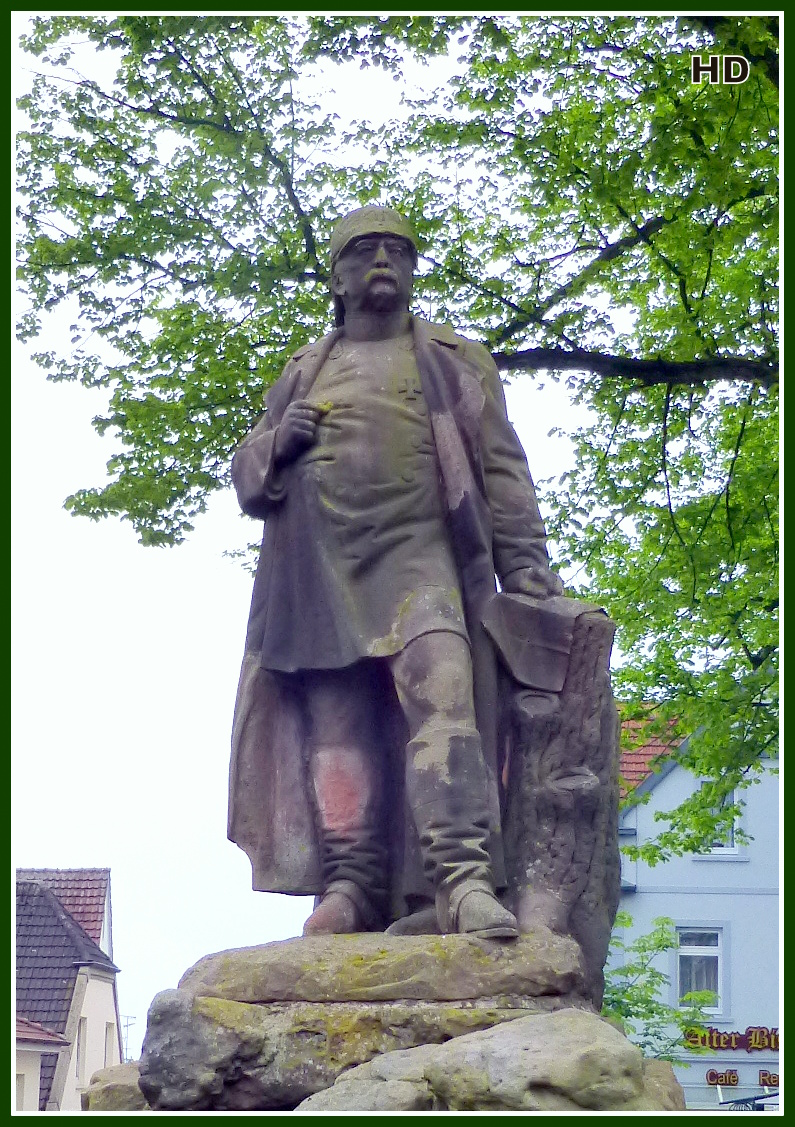
Bismarck-Denkmal in Bad Bentheim
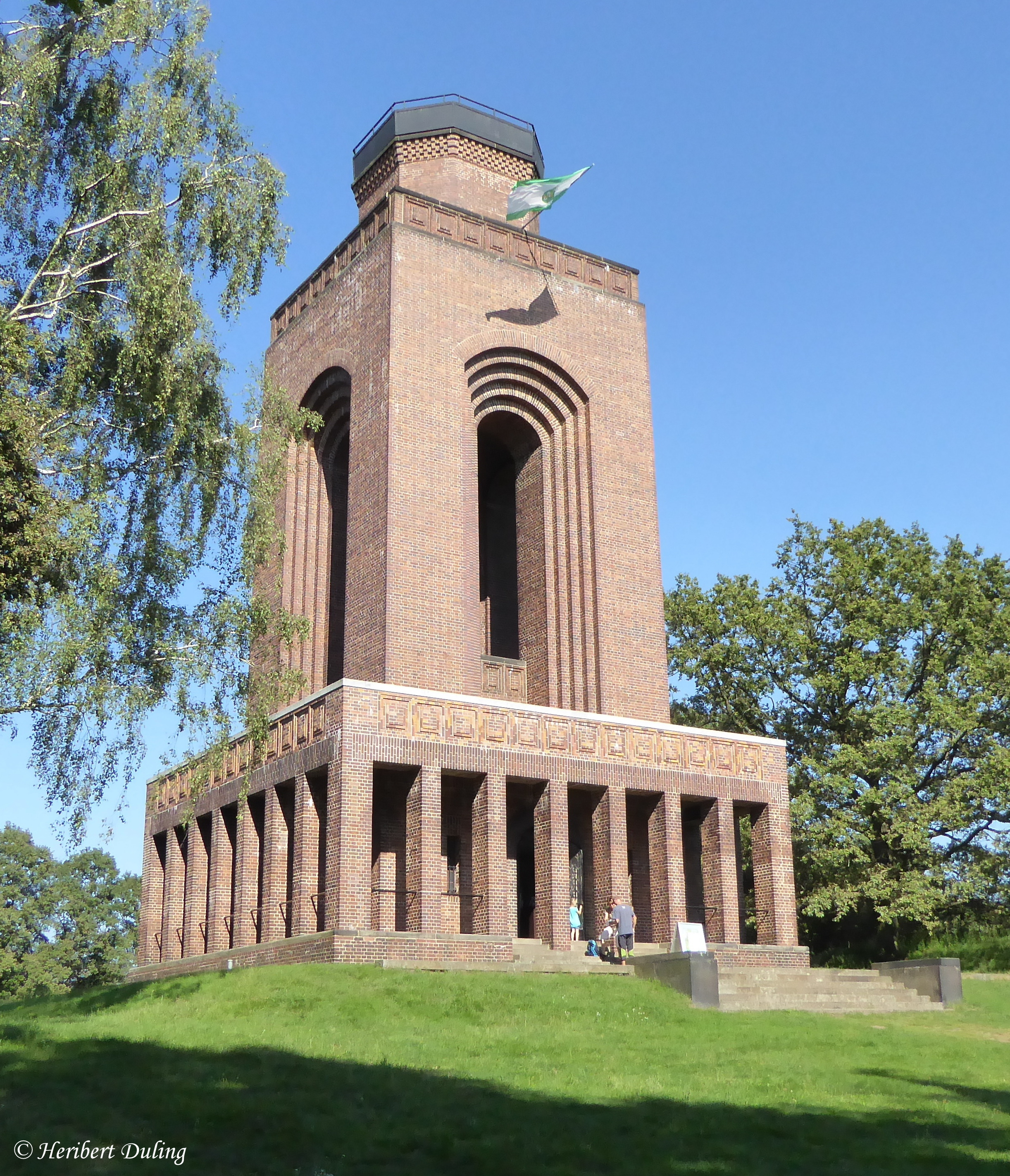
Bismarckturm in Burg (Spreewald)

## Erhaltene Denkmale

### Standbilder, Büsten, Gedenktafeln

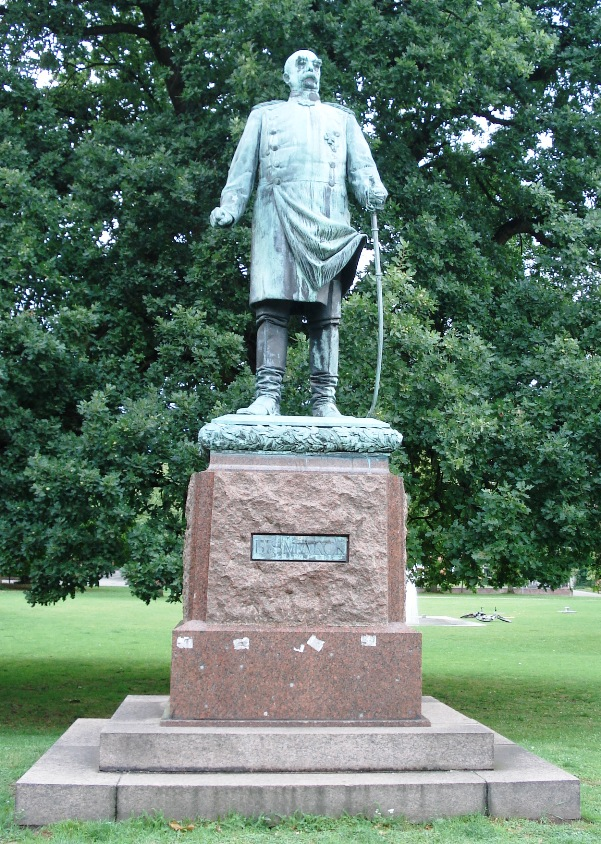
Bismarck-Standbild in Kiel

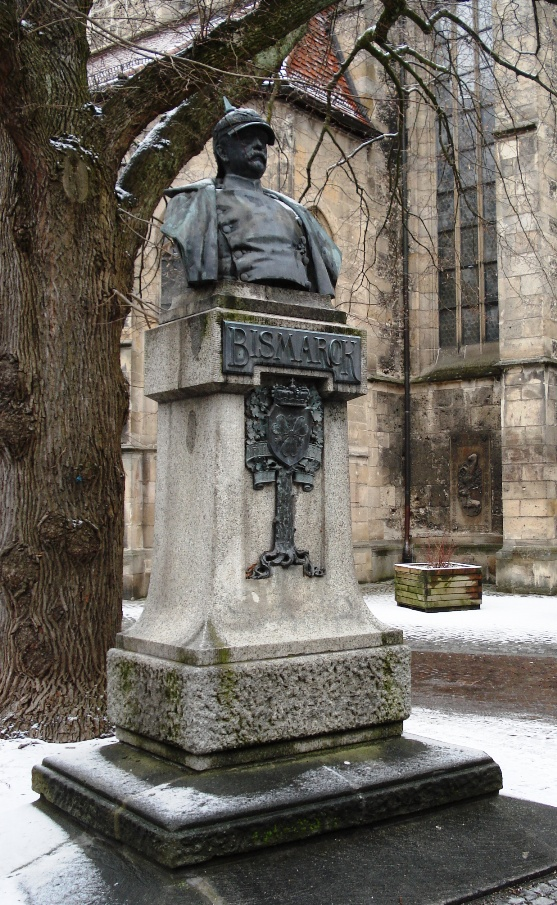
Bismarck-Denkmal in Bad Urach

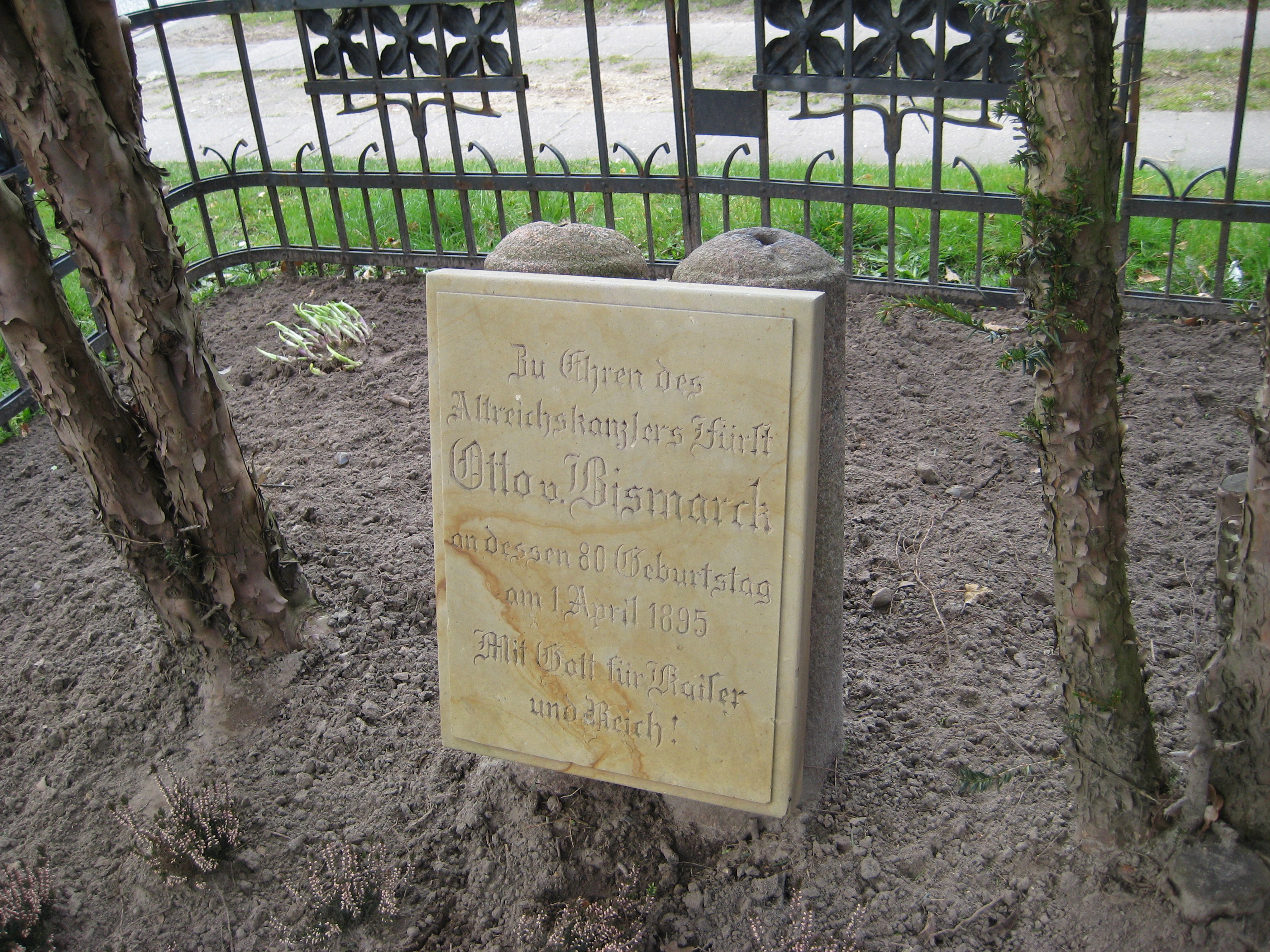
Gedenktafel in Itzehoe

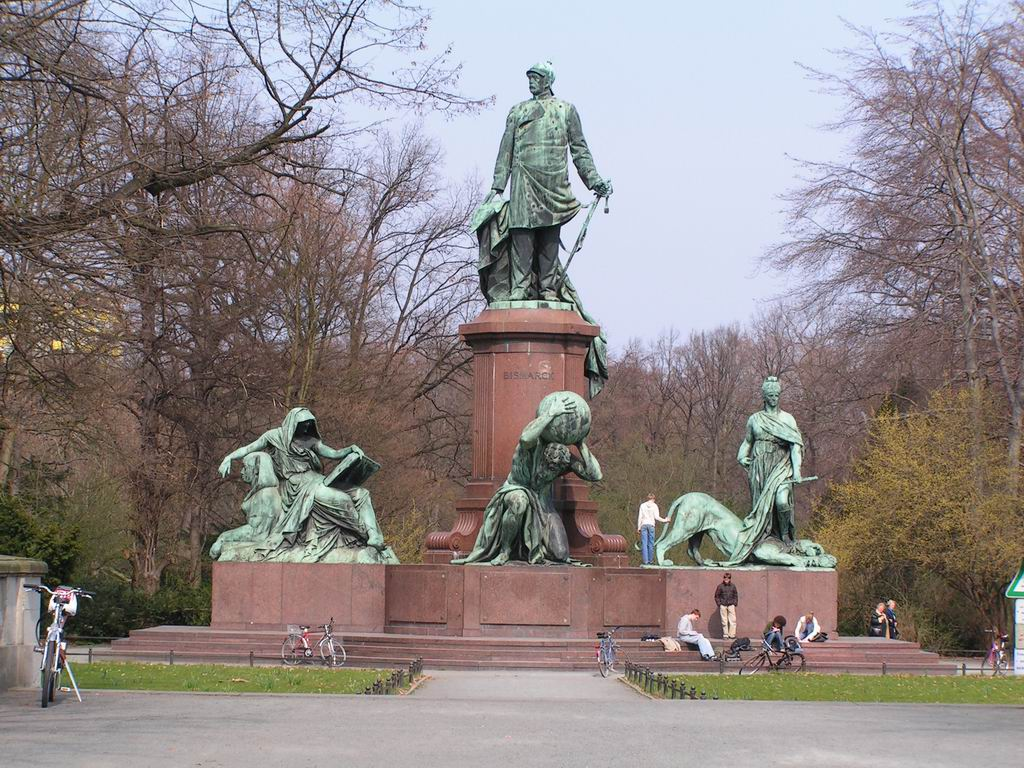
Bismarck-Nationaldenkmal in Berlin

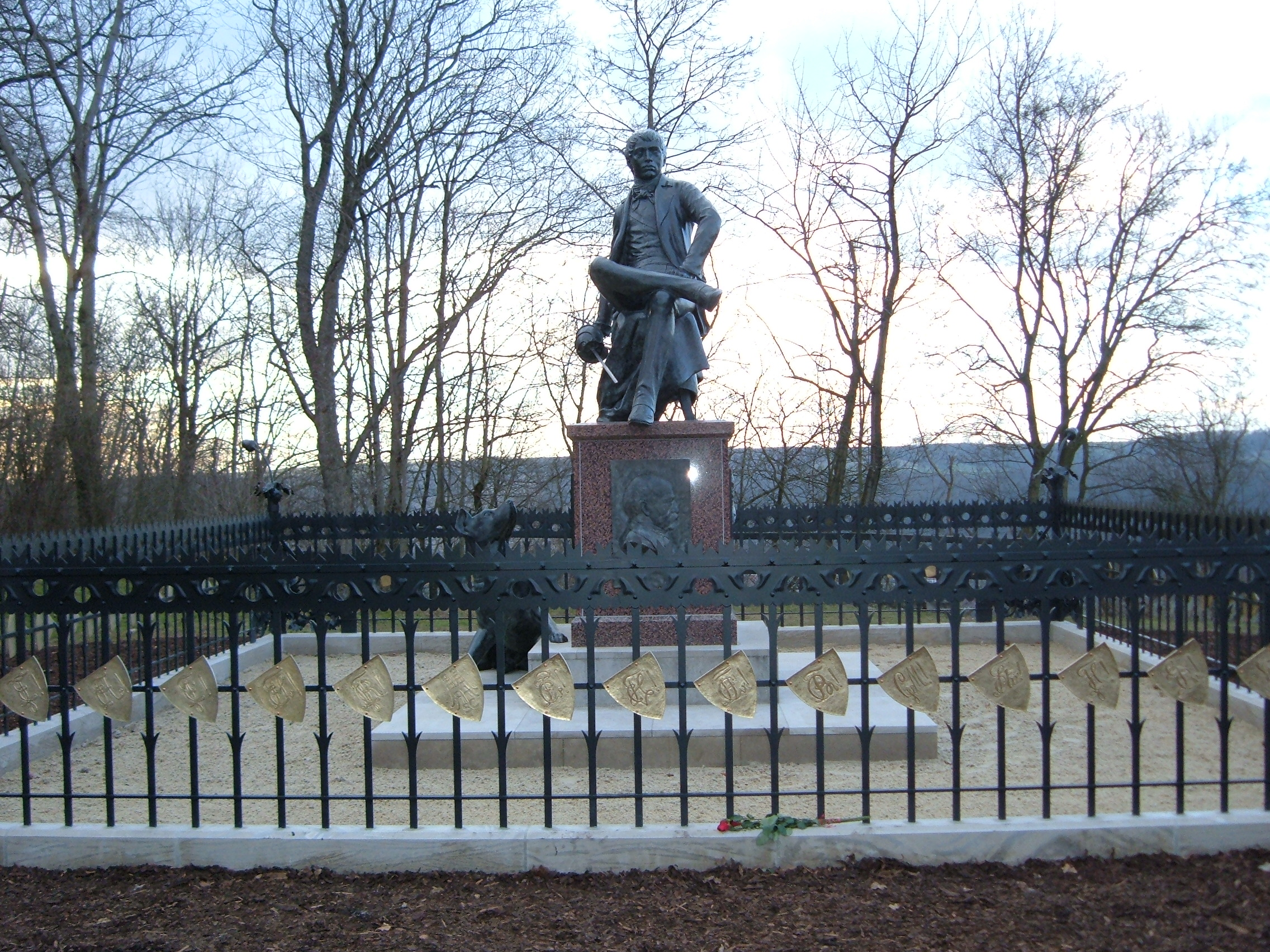
Restauriertes Jung-Bismarckdenkmal in Bad Kösen. Enthüllt 2006

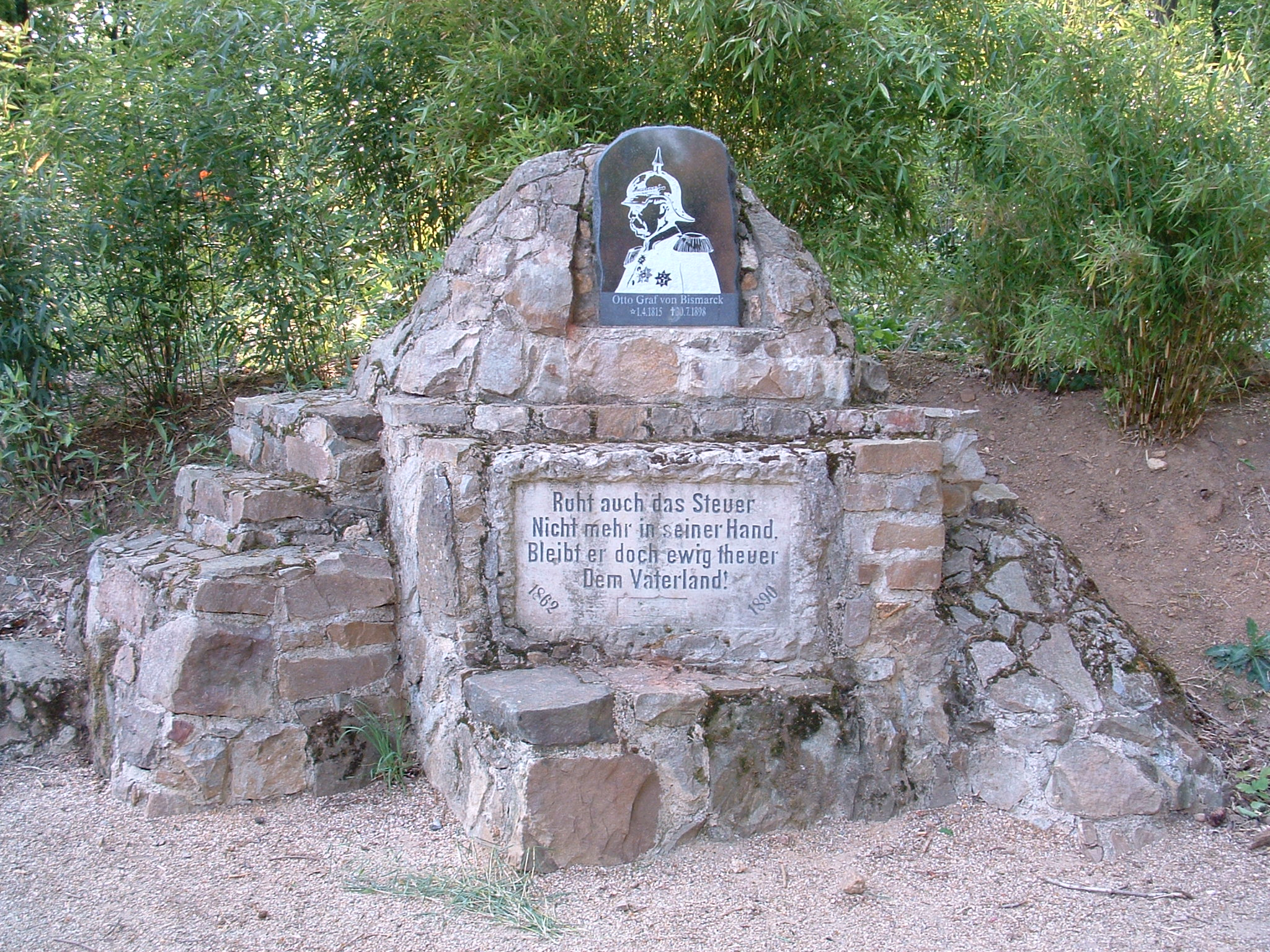
Langerwehe – Bismarckdenkmal im Landschaftsgarten Kammerbusch

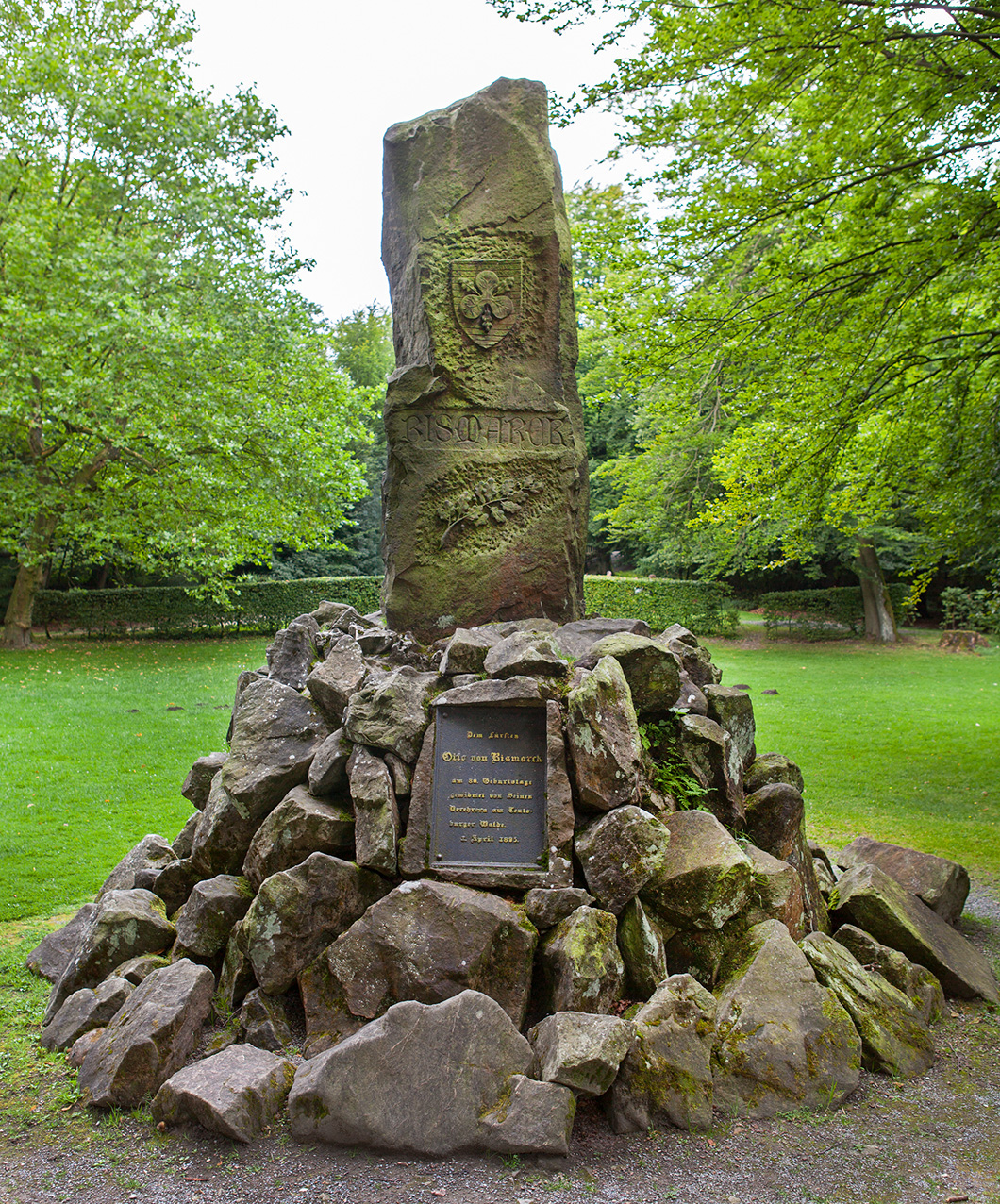
Bismarckstein am Hermannsdenkmal in Detmold

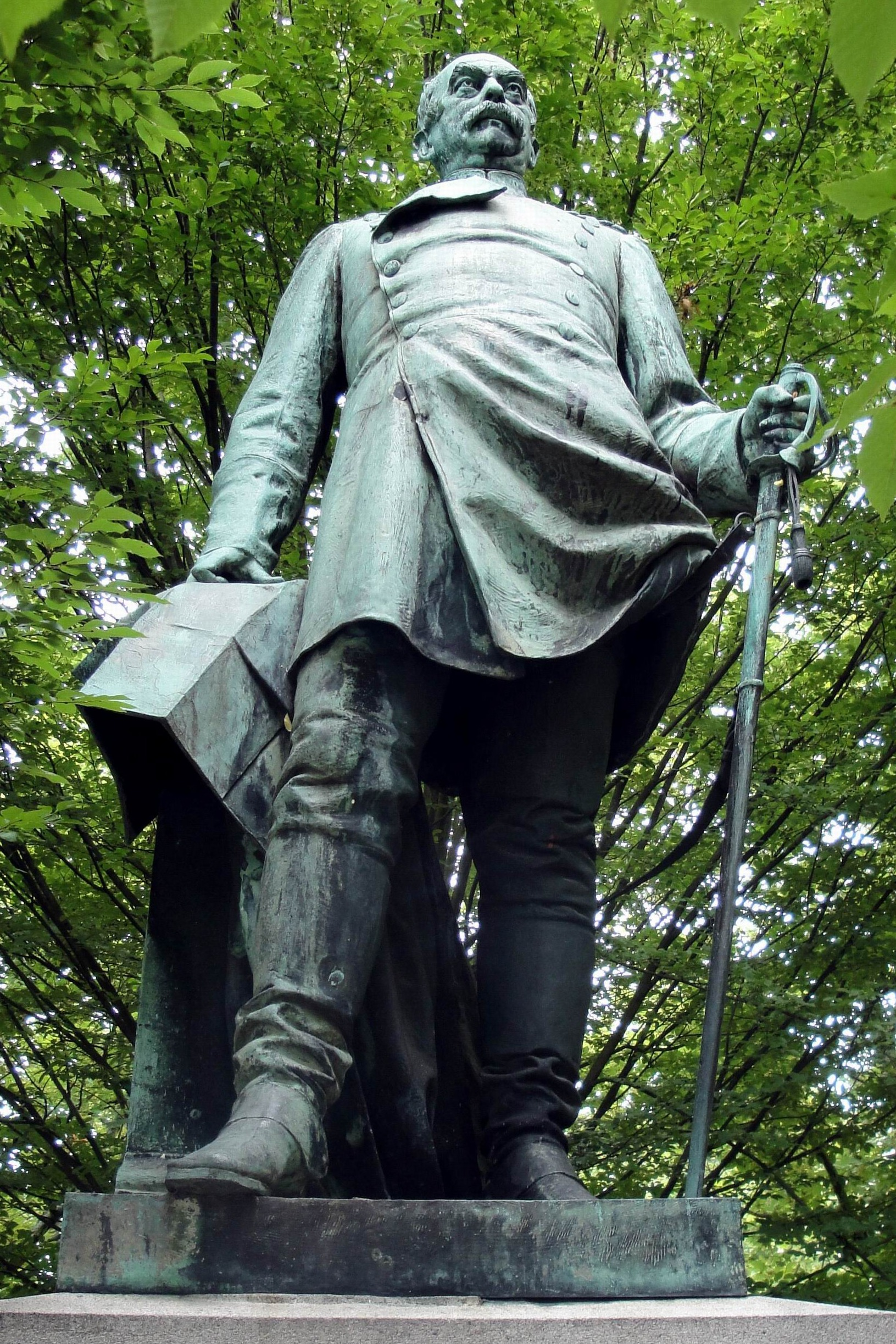
Bismarckdenkmal in Karlsruhe, Bismarckstraße

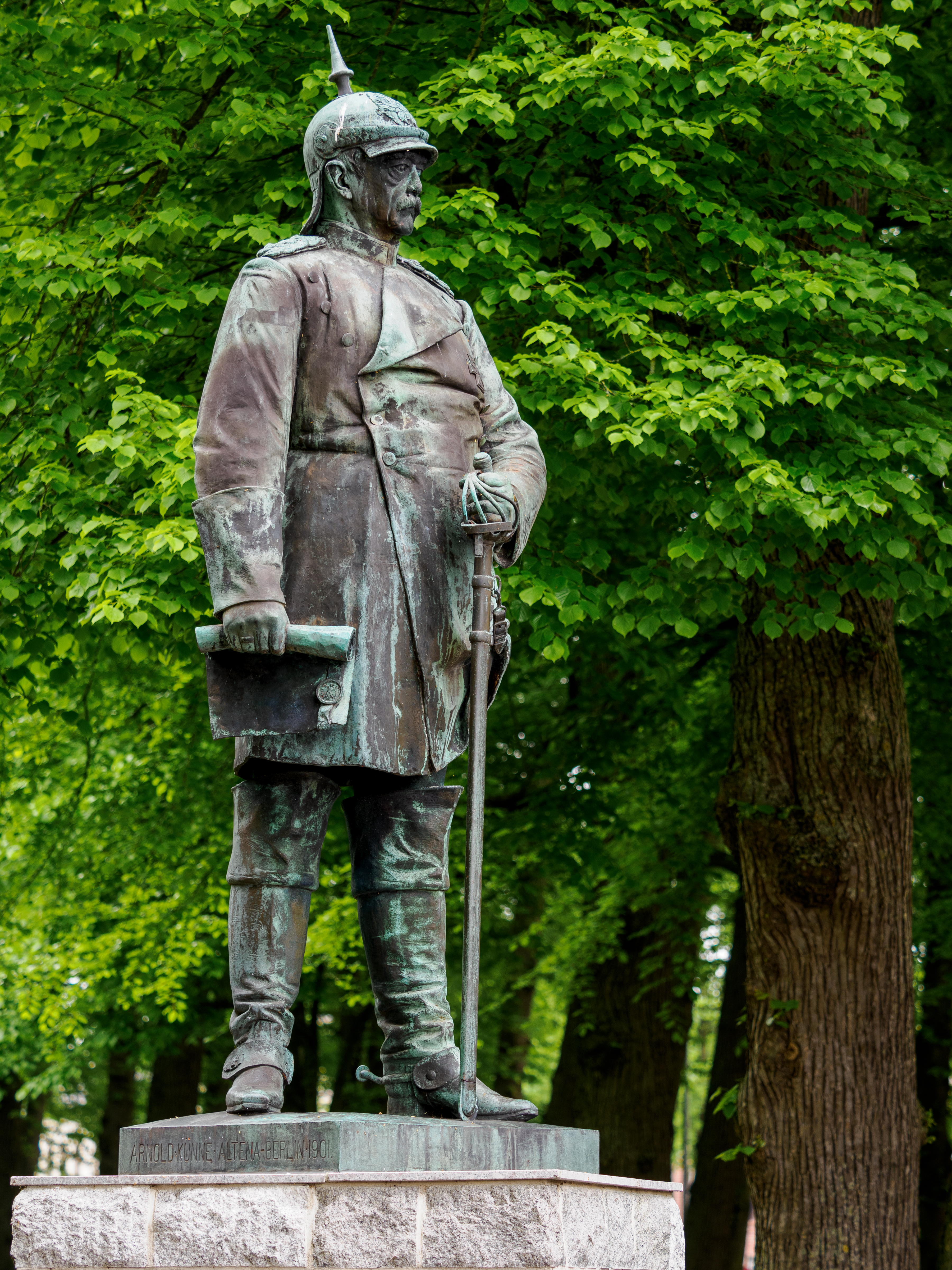
Bismarckdenkmal in Norden

- Aschberg bei Ascheffel – Standbild vom Knivsberg/Nordschleswig, beim Aussichtsrestaurant
- Baden-Baden – am Rathausplatz
- Bad Bentheim – Sandsteinstatue auf dem nach ihm benannten Bismarckplatz unterhalb der Burg Bentheim[6]
- Bad Harzburg – Canossasäule auf dem großen Burgberg
- Bad Kissingen – Standbild an der Unteren Saline
- Bad Kösen – an der Rudelsburg – das einzige Jung-Bismarck-Denkmal, geschaffen 1896 von Norbert Pfretzschner, zeigte Bismarck ungewöhnlich leger als Göttinger Studenten des Corps Hannovera Göttingen mit seinem Hund Ariel. Die Statue kam nach 1945 abhanden; der Sockel ist renoviert, und der Nachguss der Statue wurde am 1. April 2006 enthüllt.
- Bad Pyrmont – Porträt am Kriegerdenkmal 1870–71 von Friedrich Volke am Kaiserplatz, 1897[7]
- Bad Schwartau – Groß Parin – Gedenkstein mit der Inschrift „BISMARCK“ und „1895“ vor der 1895 gepflanzten „Bismarck-Eiche“.
- Bad Urach – Bismarck-Büste auf einem Sockel neben der Stiftskirche St. Amandus – vor einer Eiche
- Berlin
  - Großer Stern – Das Bismarck-Nationaldenkmal wurde 1896 bis 1901 von Reinhold Begas geschaffen. Ursprünglicher Standort war der Platz vor dem Reichstagsgebäude, 1938 erfolgte die Umsetzung an den Großen Stern.
  - Büste für die Alte Nationalgalerie von Adolf von Donndorf
  - Bismarckplatz in Berlin-Grunewald, Standbild Bismarck in Zivil mit Hund, von Max Klein 1895 (1944 eingeschmolzen, durch Nachguss ersetzt)
  - Ehemalige Siegesallee, Büste als Nebenfigur zur Denkmalgruppe 32 mit dem zentralen Standbild Wilhelms I., enthüllt: 30. März 1901.
  - Bismarck Büste von Reinhold Begas, Kronprinzessinnenweg, Berlin-Wannsee
- Bielefeld – Standbild vor der ehemaligen Handwerkskammer[8]
- Bremen – Bismarck-Denkmal, Reiterstandbild neben dem Bremer Dom – Entwurf Adolf von Hildebrand, enthüllt 1910
- Borsfleth – Gedenktafel an der Bismarck-Eiche; Inschrift: Bismarck-Eiche 1. April 1895 Standort
- Bühl – Gedenkstein auf dem Sand
- Burg (Spreewald) – Der 28 Meter hohe Bismarckturm auf dem Schlossberg nördlich des Ortes wurde von 1915 bis 1917 errichtet.
- Darmstadt – Bismarck-Brunnen auf dem Ludwigsplatz
- Detmold – auf dem Vorplatz des Hermannsdenkmals[9]
- Dillenburg – Bismarck-Statue am Fuße des Weinbergs in der Bismarckstraße
- Döbeln – Bismarckdenkmal am Obermarkt; enthüllt am 5. Juli 1905
- Donaustauf – Bismarck-Büste in der Walhalla; enthüllt am 18. Oktober 1908
- Dortmund
  - Stadtteil Syburg (Hohensyburg) – Standbild von Adolf von Donndorf als Assistenzfigur am Kaiser-Wilhelm-Denkmal
  - Stadtteil Marten – Büstendenkmal von Arnold Künne an der Martener Straße
- Dresden – Relief am Körnerplatz am Gebäude des Cafés (von 1894)
- Duisburg – in der Nähe des Rathauses
- Düren – Bismarckdenkmal an der Bismarckstraße / Theodor-Heuss-Park
- Düsseldorf – Bismarck-Denkmal in der Innenstadt, Enthüllung am 10. Mai 1899 an der Alleestraße (heute Heinrich-Heine-Allee), seit 1961 an der Nordwestseite des Martin-Luther-Platzes; Entwurf von August Bauer und Johannes Röttger, Standbild von 3 m und Sockel in Bayreuther Granit von 4 m, im Interimsrock der Halberstädter Kürassiere mit Helm, in der Linken auf dem Boden stehender Säbel, linkes Bein vorgestellt, Blick leicht nach rechts, rechts am Sockel sitzende männliche Figur mit nacktem Oberkörper und antikem Helm, in der Rechten ein Schwert und in der Linken ein Eichenstabbündel, links am Sockel eine weibliche Figur in einfachem bodenlangen Kleid mit Hammer in der rechten Hand, unter den Füßen ein Hammer, der Wappenschmuck des Sockels ist beim kriegsbedingten Abbau des Denkmals verlorengegangen wie auch untere Sockelteile
- Eberbach (Rhein-Neckar-Kreis) – Bismarckstein mit Porträt[10]
- Erfurt – Bismarck-Statue von Christian Paschold am Bismarck-Haus am Erfurter Anger
- Essen
  - Südviertel – Bismarck-Denkmal, 1899 von Reinhold Felderhoff, auf dem Bismarckplatz vor der damaligen Eisenbahndirektion, Bronze-Standbild etwa 3 m hoch mit einfachem Militärrock und Pickelhaube, auf Sockel (1,50 m)
  - Stadtteil Kettwig – Südseite Martin-Luther-Platz (früher Hauptstraße), Dreiergruppe mit Wilhelm I. und Roon: Kaiser Wilhelm und seinen siegreichen Helden
  - Stadtteil Werden – am Dückerpark, neben Kaiser Wilhelm und Helmuth von Moltke
- Feldberg im Schwarzwald – Gipfel des Seebuck
- Frankfurt am Main
  - Stadtteil Höchst – östlich des Industrieparks
- Gadebusch – Findling mit Relief, dieses heute verloren
- Goslar – an der Georgwall-Promenade von Bildhauer Willibald Böttcher, enthüllt 1902
- Guteborn – Findling mit Steintafel an der Hauptstraße, Dorfaue, aufgestellt am 1. April 1915
- Hamburg
  - Neustadt – im alten Elbpark über dem Hafen. Das steinerne Standbild des Bismarck-Denkmals in Hamburg ist das größte aller Bismarck-Denkmäler.
  - Altona-Altstadt – Grünanlage an der Königstraße, Bronzestandbild auf Sockel von Adolf Brütt, 1898 (siehe weitere Bismarck-Denkmäler in Hamburg)
  - Bergedorf – im Park des Bergedorfer Schlosses, Bronzerelief auf Granitplatte, die auf drei Granitsäulen ruht, 1906[11] (siehe weitere Bismarck-Denkmäler in Hamburg).
  - Hamburg-Altstadt – Standbild an der Fassade des Laeiszhof, zusammen mit Kaiser Wilhelm I, Albrecht von Roon und Helmuth von Moltke, von Bruno Kruse, 1897/98[12]
  - Blankenese – Bismarckstein
- Hanau Wilhelmsbad – Gegenüber der Parkanlage
- Hann. Münden – Büste in der Wallanlage, 1895[13]
- Heidelberg – am Bismarckplatz
- Heidenheim an der Brenz – Gedenkstein mit Relief in den Bahnhofsanlagen
- Heilbronn – Standbild im Bismarckpark
- Husby – Nähe Flensburg, Kreis Schleswig-Flensburg – Denkmal mit Reliefmedaillon von 1900
- Itzehoe – Ursprünglich Sude, nach der Eingemeindung 1911 ein Stadtteil von Itzehoe. Gedenktafel zum 1. April 1895 (80. Geburtstag). Damit hat Itzehoe sowohl eine Gedenktafel als auch eine Bismarcksäule. Standort
- Jena – Relief von Adolf von Hildebrand am Bismarckbrunnen (Markt)
- Karlsruhe – in der Bismarckstraße beim Bismarck-Gymnasium
- Kiel – Standbild im Hiroshimapark von Harro Magnussen (1897)
- Krefeld – Stadtteil Bismarckviertel am Bismarckplatz, leerer Sockel mit Inschrift, die Statue soll nach wiederentdeckten Originalformen nachgegossen werden.
- Landstuhl (Kreis Kaiserslautern) – Bismarckturm auf dem Kirchberg
- Langerwehe (Kreis Düren) – Bismarckdenkmal im Landschaftsgarten Kammerbusch
- Lienen (Kreis Steinfurt) – Bismarckstein mit Porträt[14]
- Lindau (Bodensee) – im Stadtteil Hoyren, etwa auf halber Höhe an der Südseite des Hoyerbergs das ca. 10 m hohe Standbild „Adler“ mit großem Bismarck-Relief im Sockel der dortigen Plattform
- Lübeck – zwischen Bahnhof und Lindenplatz (1903) von Emil Hundrieser
- Mannheim – ursprünglich Kaiserring/Bismarckstraße bis 1944, seit 1980 am Bismarckplatz, von Emil Hundrieser (1900)
- München
  - In der Nähe des Deutschen Museums an der Boschbrücke von Fritz Behn (1931). Die ursprünglich vom Industriellen Paul Reusch angeregte Aufstellung im Ehrensaal des Deutschen Museum wurde von dessen Gründer Oskar von Miller strikt abgelehnt. Die Bismarck-Statue wurde von Behn in einer Nacht-und-Nebel-Aktion am 12. September 1931 zunächst vor dem Museumsgebäude aufgestellt[15] und 1934 an ihren heutigen Standort versetzt.[16]
  - Eines der Reliefmedaillons an den Ecksäulen an der Basis des Friedensengels, 1896/99.[17]
- Norden (Ostfriesland) – Am Markt[18]
- Nürnberg – Prinzregentenufer. 1915. Nachdem der Bau eines Bismarckturms auf dem Rechenberg zu teuer gekommen war, wurde eines der relativ wenigen Reiterstandbilder realisiert.[19][20]
- Pforzheim – im Stadtgarten
- Pinneberg Findling mit bronzenem Relief im Fahltskamp beim Bahnhof Pinneberg
- Schönebeck – Denkmal für Otto von Bismarck
- Sohland an der Spree – Gedenkstein an der Schluckenauer Straße
- Teterow – Gedenkstein mit Bronzerelief von 1902 (Relief nach 1990 erneuert)
- Wiesbaden – Nerotal-Anlage: Standbild aus dem Jahre 1898, später aus der Stadt hierher versetzt
- Worms – Bismarckdenkmal (Worms): nach Einlagerung seit ca. 1950 im Jahr 2015 im Park des Kunsthauses Heylshof aufgestellt
- Wuppertal-Barmen – Standbild am Geschwister-Scholl-Platz, Bismarck-Denkmal (Barmen) Bismarck-Brunnen in Buea (Kamerun)

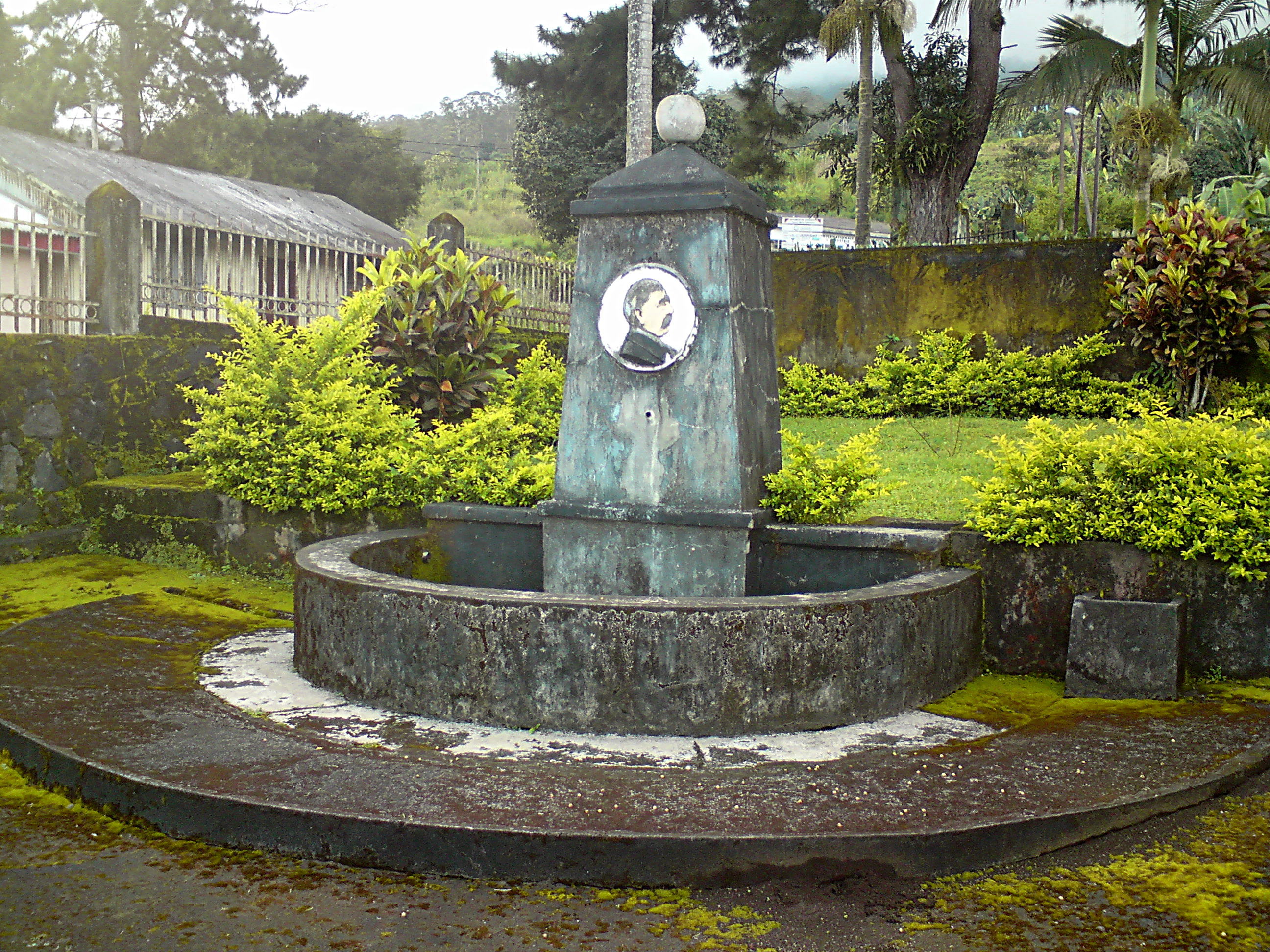
Bismarck-Brunnen in Buea (Kamerun)

- Zweibrücken – Stadtteil Herzogvorstadt: Standbild am Rathaus, von Wilhelm Albermann, 1894 errichtet

### Im Ausland
- Buea (Kamerun) – Bismarck-Brunnen, 1897, mit Bildmedaillon

## Nicht erhaltene Denkmale

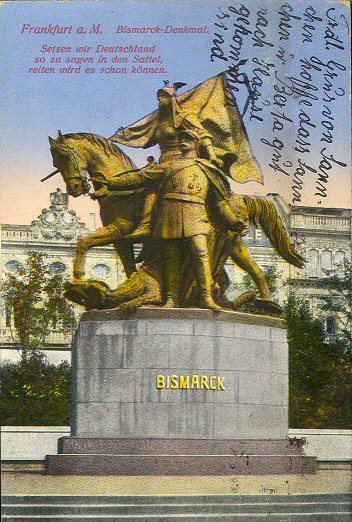
Bismarckdenkmal in Frankfurt am Main

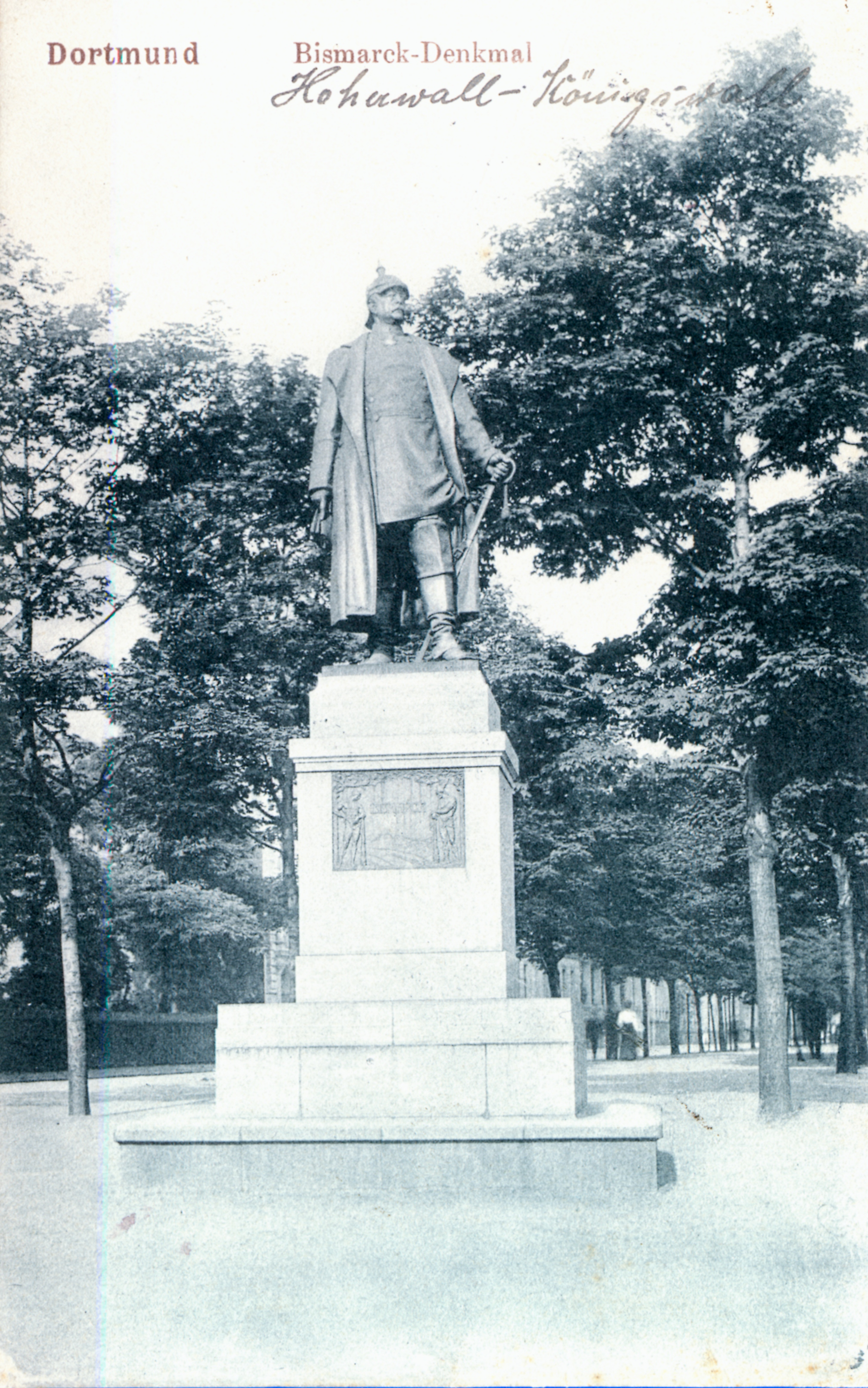
Bismarckdenkmal in Dortmund

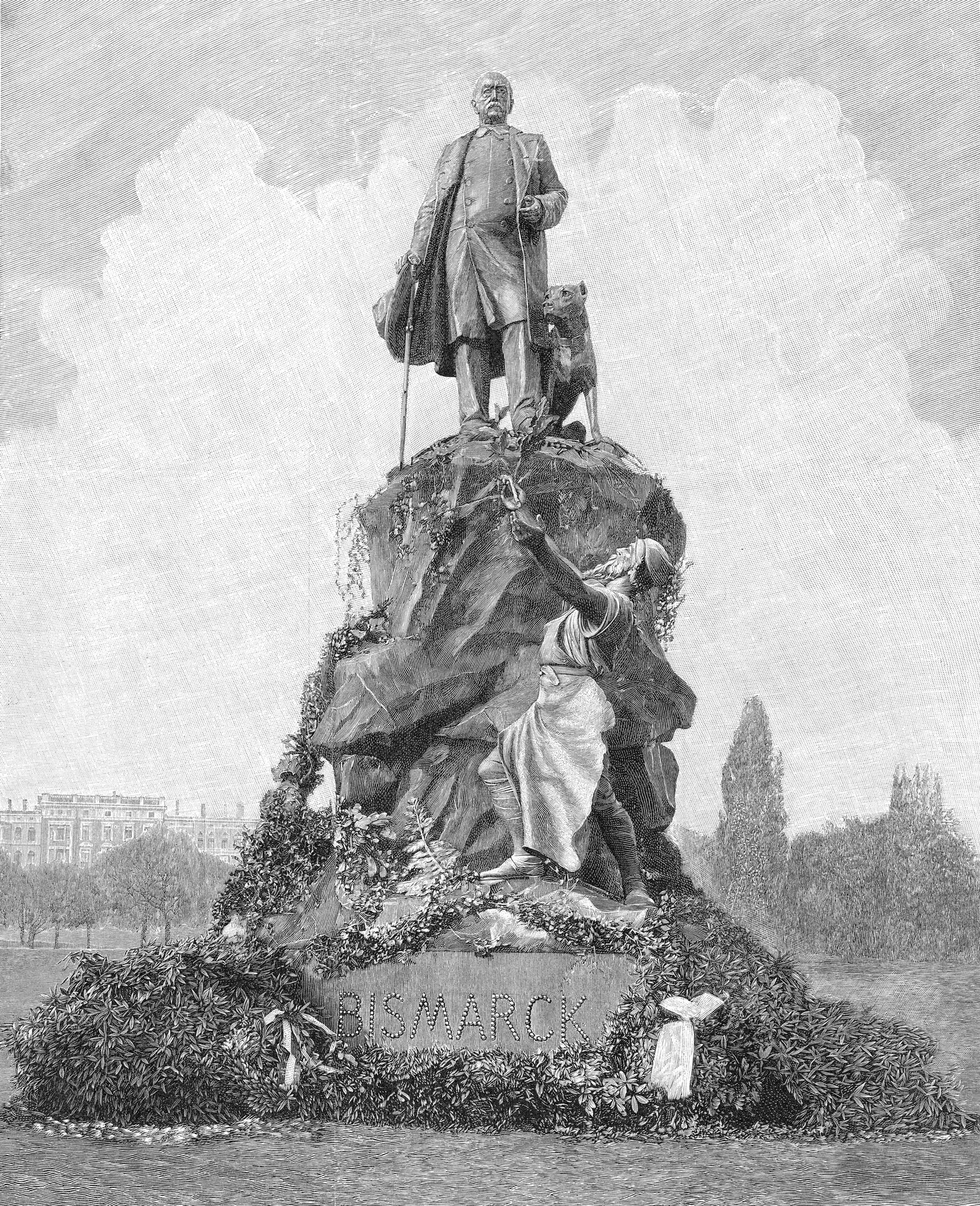
Ehemaliges Denkmal mit Reichshund Tyras II im Johannapark in Leipzig

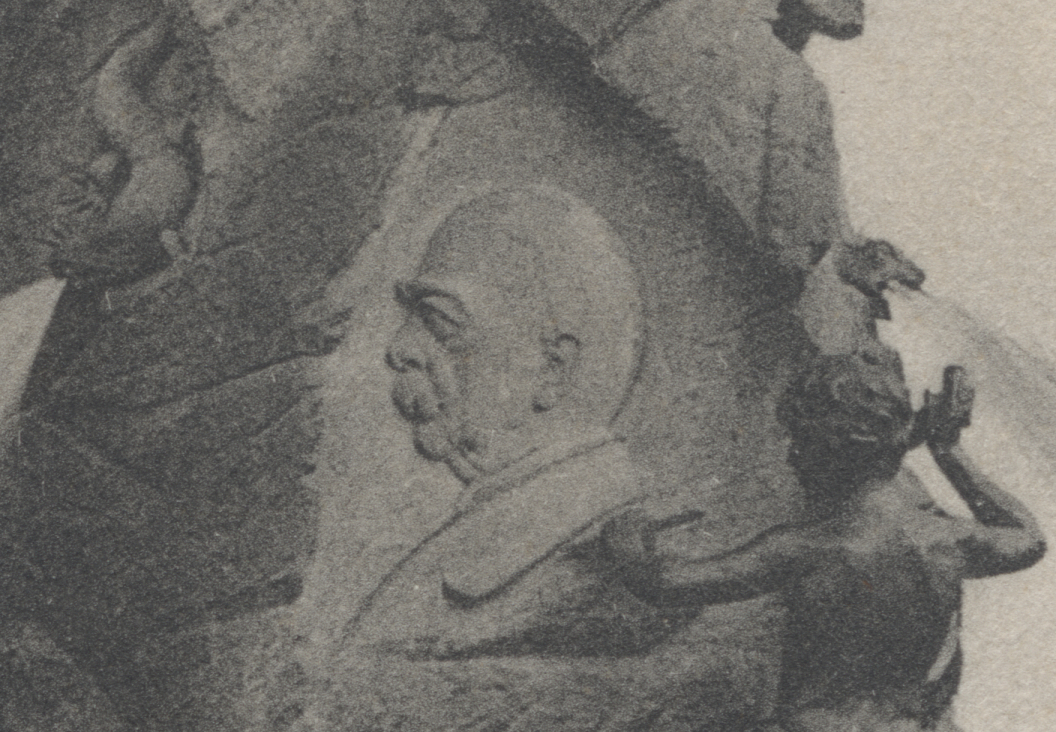
Bismarkrelief am Bismarckbrunnen auf dem Südermarkt in Flensburg

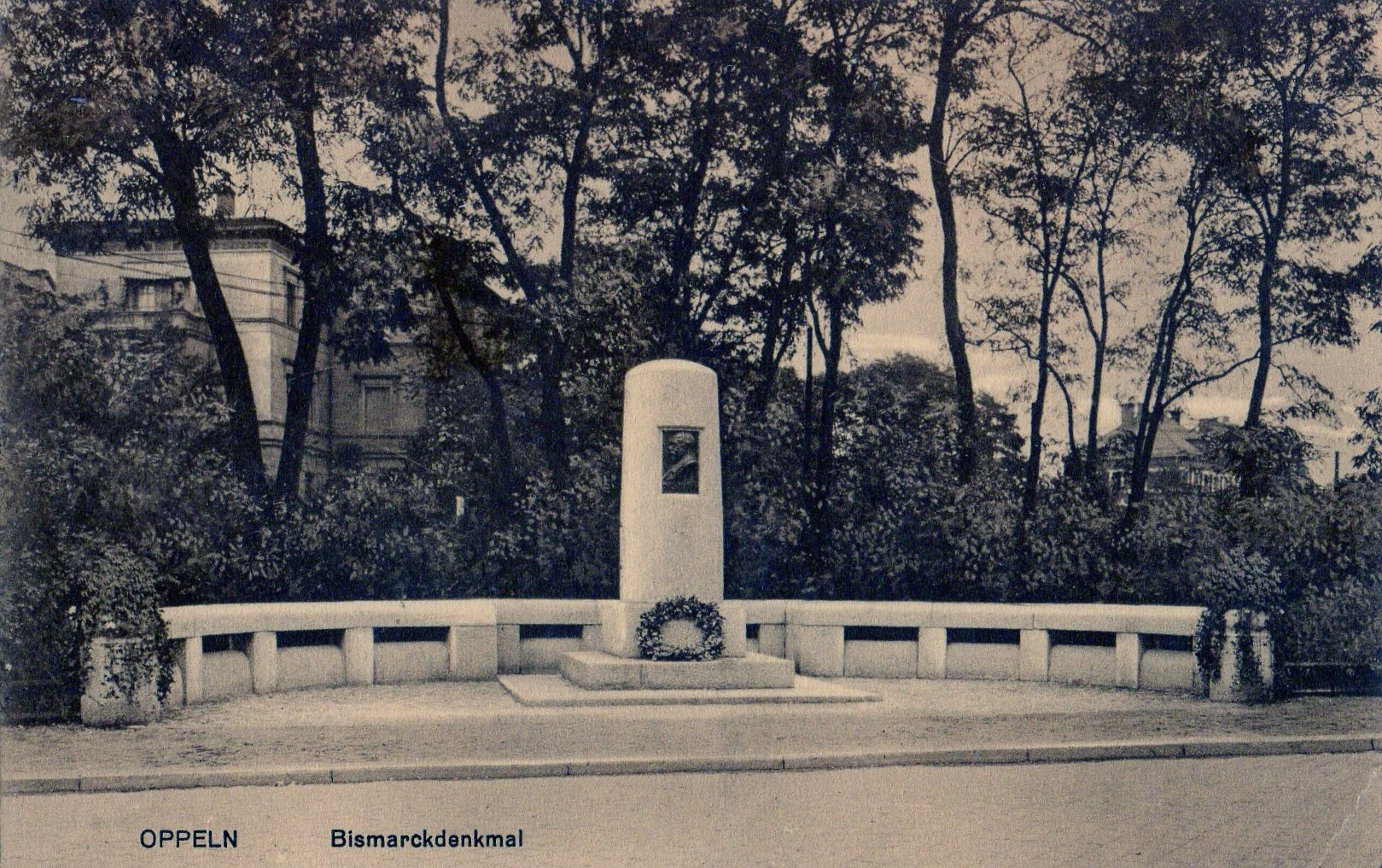
Bismarckdenkmal in Oppeln auf dem Bahnhofsplatz

### Standbilder, Büsten, Gedenktafeln

#### Brasilien
- Porto Alegre, 1902 auf dem Gelände des damaligen Schützenvereins errichtet, während des Zweiten Weltkrieges ist die Büste verschwunden, der Sockel aus Sandstein steht heute auf dem Gelände des „Clube dos Caxeiro Viajantes“.

#### Hessen
- Frankfurt am Main, geschaffen von Rudolf Siemering, 1908 aufgestellt in der Gallusanlage vor dem Schauspielhaus, 1940 für die Metallspende des deutschen Volkes eingeschmolzen.[21]

#### Brandenburg

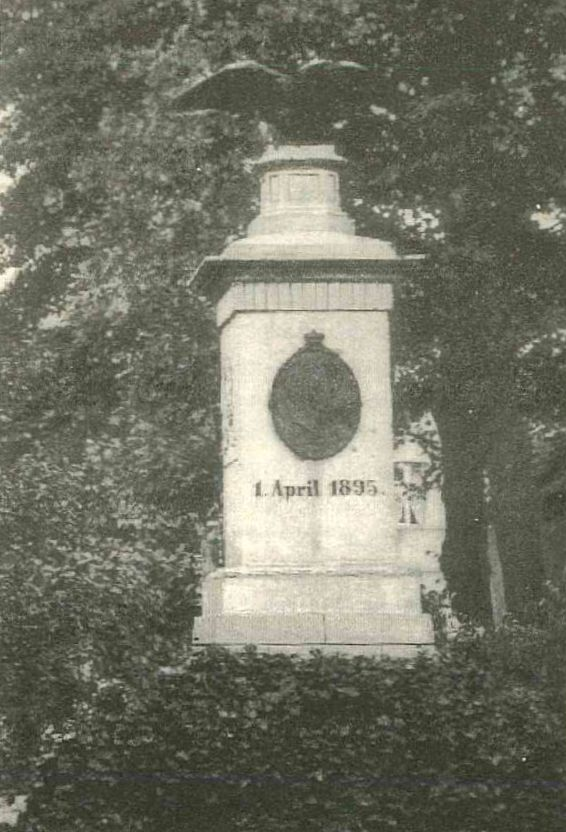
Ehemaliges Bismarck-Denkmal in Ruhland, 1945 zerstört

- Ruhland, 1895 Otto von Bismarck zu seinem 80. Geburtstag vom Heimatverein Ruhland gewidmet; gegenüber der Oberpfarre auf dem Kirchplatz wurde im April eine Eiche gepflanzt und am 9. Juni ein 2 ½ m hohes Denkmal aus Sandstein eingeweiht.[22][23] Das Denkmal trug vorn eine Plakette mit dem Porträt und die Aufschrift „1. April 1895“. Auf der Rückseite stand „Dem großen Kanzler“. Das Denkmal wurde 1945 abgetragen.

#### Mecklenburg-Vorpommern
- Grevesmühlen, Findling mit Relief
- Neubrandenburg, 1895, Findling mit Relief und bronzenem Adler auf der Spitze, zerstört
- Schwerin, Bismarck-Denkmal 1901 von Wilhelm Wandschneider, um 1950 demontiert und eingeschmolzen
- Warnemünde, 1907, Findling mit Inschrift, (nach) 1945 Inschrift entfernt, Findling 1969 im Fundament des Hotel „Neptun“ verbaut
- Teterow Findling mit Relief. Zwischenzeitlich Mahnmal für die Opfer des Faschismus, wiederhergestellt

#### Niedersachsen
- Wilhelmshaven – Bronze-Standbild, 1905 von Georg Meyer-Steglitz, im Zweiten Weltkrieg zerstört; Es wurde am 24. April 2015 in veränderter Ausführung neu errichtet.

#### Nordrhein-Westfalen
- Altena – Bronzenes Standbild am 1. September 1895 auf der Lüdenscheider Straße enthüllt, gefertigt von Bildhauer Arnold Künne, gestiftet von Gustav Selve, im Zweiten Weltkrieg demontiert
- Dortmund – Denkmal am Südwall mit Standbild von Wilhelm Wandschneider, eingeweiht 1903, im Zweiten Weltkrieg abgebaut, Ende der 1950er Jahre irreparabel beschädigt aufgefunden und eingeschmolzen
- Duisburg – Denkmal auf der Königstraße, in den 1940er Jahren eingeschmolzen.
- Herdecke – 1902 errichtet von einer „Bürgerinitiative“, Bronzebüste nach Modell von Friedrich Reusch, während des Zweiten Weltkriegs der Buntmetall-Sammlung zugeführt; Der Sockel des Denkmals wurde 1946 abgetragen, die Straße auf Beschluss des Stadtrats von Bismarckstraße in Goethestraße umbenannt.
- Hilden – Brunnen mit bronzener Büste von Wilhelm Albermann, eingeweiht 1899, abgerissen 1942
- Köln – Bismarck-Denkmal, 1879 auf dem Augustinerplatz enthüllt, nach 1945 gestohlen
- Vlotho
- Wuppertal, Stadtteil Barmen, Bismarck-Denkmal 1900 von Hugo Lederer, ehemals vor dem alten Barmer Rathaus aufgestellt, 1921 neben die Barmer Ruhmeshalle versetzt
- Wuppertal, Stadtteil Elberfeld, Bismarck-Denkmal mit Standbild 1898 von Ludwig Brunow, 1942 demontiert und eingeschmolzen

#### Sachsen
- Dresden – Bismarck-Denkmal von Robert Diez, 1903 enthüllt, 1946 abgebrochen, 1947 eingeschmolzen
- Großschönau – Bismarck-Büste im Kaiserhain auf dem Hutberg, 1892 enthüllt, 1946 zerstört
- Freiberg, Bismarck-Denkmal, enthüllt am 2. September 1895 auf dem Postplatz (1925 bis 1945 Bismarckplatz; heute Platz der Oktoberopfer) anlässlich der Ernennung Bismarcks zum Ehrenbürger. Am 15. Juli 1942 wurde das Bronzedenkmal vom Sockel genommen, um es der Kriegsproduktion zur Verfügung zu stellen. Nach dem Zweiten Weltkrieg wurde es schließlich in Freiberg eingeschmolzen. Seit dem 30. Juli 1998 erinnert an der Stelle eine Bronzetafel an das Denkmal.[24]
- Leipzig – Bismarck-Denkmal in Zivilkleidung als Jäger mit dem Reichshund, der Dogge Tyras II, und einer allegorischen Figur, die ihn als „Schmied der Einheit“ symbolisiert, von Adolf Lehnert und Josef Mágr, seit 1897 an der Südspitze des Johannaparks, 1946 entfernt.[25]
1915 stand für etwa 14 Tage der Entwurf eines zweiten Bismarck-Denkmals von Carl Seffner vor dem Neuen Rathaus.
- Schönheide – Bismarckdenkmal auf dem im Jahr 1915 aus Anlass der 100. Wiederkehr des Geburtstages in Bismarckhain umbenannten Fuchsstein, nach 1945 rückgängig gemacht
- Sebnitz – Bismarckdenkmal aus Bronze von Victor Seifert, eingeweiht um 1903, auf einem Granitsockel über dem Brunnen in der Mitte des Marktplatzes, von Schülern der nahen Parteischule Ottendorf im Jahre 1946 vom Sockel gerissen, später in einer Gießerei in Wehrsdorf eingeschmolzen
- Zwickau – Bismarckdenkmal aus Bronze von Josef Drischler auf Granitsockel, eingeweiht am 1. April 1898, auf dem Kaiser-Wilhelm-Platz (heute Schumannplatz); Höhe der Figur 2,80 m und des ganzen Denkmals 5,60 m; Die Statue soll 1943 eingeschmolzen worden sein.[26]

#### Sachsen-Anhalt
- Halle (Saale) – Denkmal mit Standbild am Bergschenkenfelsen im Ortsteil Kröllwitz; von Bildhauer Paul Juckoff; vor 1933 abgebaut
- Magdeburg – überlebensgroßes Standbild auf dem heutigen Friedensplatz; eingeschmolzen
- Wernigerode – überlebensgroßes Standbild auf der Harburg; 1953 abgerissen

#### Schleswig-Holstein
- Flensburg – Bismarckbrunnen von Helmuth Schievelkamp auf dem Südermarkt, enthüllt am 1. April 1903, 1937 demontiert
- Elmshorn – Bismarck-Denkmal vor der Bismarckschule, aufgestellt am 1. April 1903, 1943 eingeschmolzen

#### Thüringen
- Arnstadt – Bismarck-Brunnen auf dem Marktplatz, 1909 nach Entwurf von Georg Wrba, im Zweiten Weltkrieg Bronze-Teile als schützenswertes Kunstwerk demontiert und eingelagert, ortfestes Brunnenbecken nach 1950 abgetragen, Rekonstruktion mit erhaltenen Teilen seit 2006 in einer Lagerhalle, öffentliche Wiederaufstellung verweigert
- Eisenach – Bismarckdenkmal von Adolf von Donndorf, 1903 am Eingang des Stadtparks errichtet, bis 1963 abgetragen[27] (Bild)
- Gotha – Bismarckdenkmal an der Ecke Bahnhofstraße / Ohrdrufer Straße (heute Mozartstraße) von Johannes Schilling, eingeweiht am 31. März 1901, im Zweiten Weltkrieg eingeschmolzen, bis heute am originalen Standort erhalten ist der Sockel aus Seeberger Sandstein[28]
- Nordhausen – Bismarckdenkmal in der Parkanlage „Promenade“, 1900 eingeweiht, Ende 1945 entfernt[29]

#### Polen
- Breslau (Schlesien) – Standbild von Bildhauer Peter Breuer, 1900 auf dem ehemaligen Königsplatz, nach 1945 entfernt[30] Siehe auch: Bismarckdenkmal (Breslau)
- Oleśnica, bis 1945 Oels (Schlesien) – Standbild von Robert Baerwald, 1944 eingeschmolzen[31]
- Opole, bis 1945: Oppeln (Oberschlesien), Bismarckdenkmal (Oppeln) – 1911 von Bildhauer Robert Bednorz, auf dem Bahnhofsplatz, 1945 entfernt[32]
- Posen – Bismarck-Denkmal enthüllt 1903, 1919 entfernt

#### Russland
- Kaliningrad, früher Königsberg – Bismarck-Denkmal, 1901 von Friedrich Reusch

#### Tansania

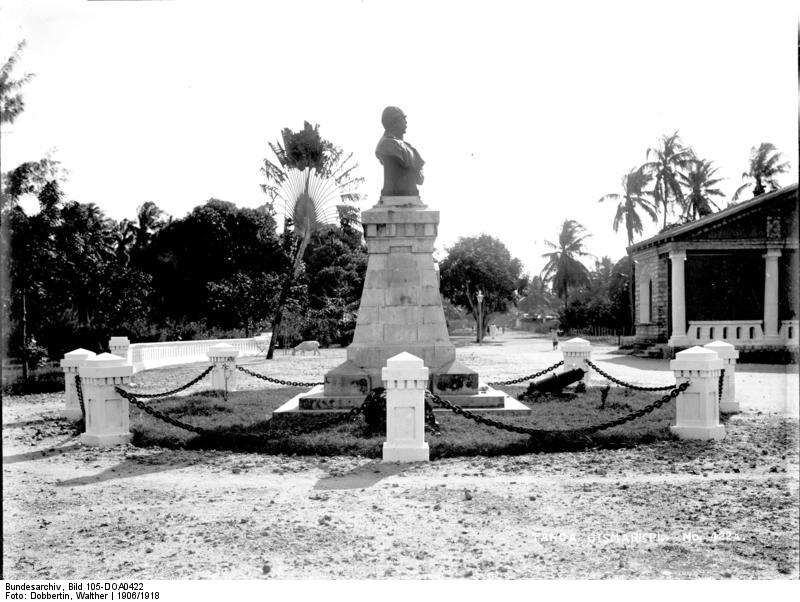
Bismarckdenkmal in Tanga (zwischen 1906 und 1918)

- Tanga – Bismarckdenkmal, 1901 von Harro Magnussen, Verbleib unbekannt[33]